# Liste des monuments historiques protégés en 1980
Cet article recense les monuments historiques français classés ou inscrits en 1980.

## Protections
| Édifice                                                                                  | Commune                      | Département             | Région                     | Protection | Base Mérimée                         | Coordonnées                         | Image |
| ---------------------------------------------------------------------------------------- | ---------------------------- | ----------------------- | -------------------------- | ---------- | ------------------------------------ | ----------------------------------- | ----- |
| Hôpital-hospice de Bâgé-le-Châtel                                                        | Bâgé-le-Châtel               | Ain                     | Auvergne-Rhône-Alpes       | inscrit    | « PA00116298 », notice no PA00116298 | 46° 18′ 26″ nord, 4° 55′ 48″ est    |       |
| Ferme du Mont                                                                            | Chevroux                     | Ain                     | Auvergne-Rhône-Alpes       | classé     | « PA00116380 », notice no PA00116380 | 46° 23′ 14″ nord, 4° 57′ 24″ est    |       |
| Château de Chevigney                                                                     | Neuville-les-Dames           | Ain                     | Auvergne-Rhône-Alpes       | inscrit    | « PA00116441 », notice no PA00116441 | 46° 09′ 46″ nord, 5° 00′ 08″ est    |       |
| Couvent des Ursulines                                                                    | Thoissey                     | Ain                     | Auvergne-Rhône-Alpes       | inscrit    | « PA00116581 », notice no PA00116581 | 46° 10′ 19″ nord, 4° 48′ 02″ est    |       |
| Église Saint-Hippolyte                                                                   | Verjon                       | Ain                     | Auvergne-Rhône-Alpes       | inscrit    | « PA00116588 », notice no PA00116588 | 46° 20′ 48″ nord, 5° 21′ 00″ est    |       |
| Couvent des Dames                                                                        | Laon                         | Aisne                   | Hauts-de-France            | inscrit    | « PA00115714 », notice no PA00115714 | 49° 33′ 54″ nord, 3° 36′ 52″ est    |       |
| Château de Paars                                                                         | Paars                        | Aisne                   | Hauts-de-France            | inscrit    | « PA00115859 », notice no PA00115859 | 49° 19′ 41″ nord, 3° 35′ 52″ est    |       |
| Hôtel de Barral                                                                          | Soissons                     | Aisne                   | Hauts-de-France            | inscrit    | « PA00115945 », notice no PA00115945 | 49° 23′ 04″ nord, 3° 19′ 30″ est    |       |
| Château de Chaussins                                                                     | Abrest                       | Allier                  | Auvergne-Rhône-Alpes       | inscrit    | « PA00092966 », notice no PA00092966 | 46° 05′ 17″ nord, 3° 28′ 15″ est    |       |
| Église Saint-Étienne                                                                     | Ainay-le-Château             | Allier                  | Auvergne-Rhône-Alpes       | inscrit    | « PA00092970 », notice no PA00092970 | 46° 42′ 39″ nord, 2° 41′ 25″ est    |       |
| Château de Banassat                                                                      | Chirat-l'Église              | Allier                  | Auvergne-Rhône-Alpes       | inscrit    | « PA00093062 », notice no PA00093062 | 46° 14′ 53″ nord, 3° 03′ 43″ est    |       |
| Château de Vignoux                                                                       | Domérat                      | Allier                  | Auvergne-Rhône-Alpes       | inscrit    | « PA00093083 », notice no PA00093083 | 46° 21′ 34″ nord, 2° 30′ 57″ est    |       |
| Château d'Escurolles                                                                     | Escurolles                   | Allier                  | Auvergne-Rhône-Alpes       | inscrit    | « PA00093096 », notice no PA00093096 | 46° 08′ 32″ nord, 3° 15′ 51″ est    |       |
| Église Saint-Mayeul-et-Saint-Pont                                                        | Saint-Pont                   | Allier                  | Auvergne-Rhône-Alpes       | inscrit    | « PA00093284 », notice no PA00093284 | 46° 09′ 46″ nord, 3° 17′ 47″ est    |       |
| Église Notre-Dame de Clumanc                                                             | Clumanc                      | Alpes-de-Haute-Provence | Provence-Alpes-Côte d'Azur | inscrit    | « PA00080370 », notice no PA00080370 | 44° 01′ 37″ nord, 6° 23′ 13″ est    |       |
| Hôtel Arnaud                                                                             | Forcalquier                  | Alpes-de-Haute-Provence | Provence-Alpes-Côte d'Azur | inscrit    | « PA00080398 », notice no PA00080398 | 43° 57′ 31″ nord, 5° 46′ 50″ est    |       |
| Prieuré Notre-Dame                                                                       | Mane                         | Alpes-de-Haute-Provence | Provence-Alpes-Côte d'Azur | inscrit    | « PA00080418 », notice no PA00080418 | 43° 56′ 16″ nord, 5° 46′ 02″ est    |       |
| Église Notre-Dame-de-Romigier                                                            | Manosque                     | Alpes-de-Haute-Provence | Provence-Alpes-Côte d'Azur | classé     | « PA00080422 », notice no PA00080422 | 43° 50′ 01″ nord, 5° 46′ 59″ est    |       |
| Château de Fontenelle                                                                    | Mirabeau                     | Alpes-de-Haute-Provence | Provence-Alpes-Côte d'Azur | inscrit    | « PA00080433 », notice no PA00080433 | 44° 02′ 17″ nord, 6° 05′ 01″ est    |       |
| Abbaye Notre-Dame de Lure                                                                | Saint-Étienne-les-Orgues     | Alpes-de-Haute-Provence | Provence-Alpes-Côte d'Azur | classé     | « PA00080462 », notice no PA00080462 | 44° 05′ 48″ nord, 5° 47′ 32″ est    |       |
| Villa de May                                                                             | Beaulieu-sur-Mer             | Alpes-Maritimes         | Provence-Alpes-Côte d'Azur | inscrit    | « PA00080663 », notice no PA00080663 | 43° 42′ 14″ nord, 7° 19′ 41″ est    |       |
| Commanderie de Devesset                                                                  | Devesset                     | Ardèche                 | Auvergne-Rhône-Alpes       | inscrit    | « PA00116705 », notice no PA00116705 | 45° 04′ 04″ nord, 4° 23′ 29″ est    |       |
| Maison                                                                                   | Ribes                        | Ardèche                 | Auvergne-Rhône-Alpes       | inscrit    | « PA00116754 », notice no PA00116754 | 44° 29′ 47″ nord, 4° 12′ 22″ est    |       |
| Église Saint-Nicolas d'Autruche                                                          | Autruche                     | Ardennes                | Grand Est                  | inscrit    | « PA00078337 », notice no PA00078337 | 49° 27′ 15″ nord, 4° 53′ 59″ est    |       |
| Immeuble                                                                                 | Charleville-Mézières         | Ardennes                | Grand Est                  | inscrit    | « PA00078393 », notice no PA00078393 | 49° 46′ 23″ nord, 4° 43′ 17″ est    |       |
| Maison de l'Ardenne                                                                      | Charleville-Mézières         | Ardennes                | Grand Est                  | inscrit    | « PA00078413 », notice no PA00078413 | 49° 46′ 06″ nord, 4° 43′ 22″ est    |       |
| Église Saint-Denis d'Évigny                                                              | Évigny                       | Ardennes                | Grand Est                  | inscrit    | « PA00078435 », notice no PA00078435 | 49° 43′ 52″ nord, 4° 40′ 20″ est    |       |
| Abbaye Notre-Dame de Sept-Fontaines                                                      | Fagnon                       | Ardennes                | Grand Est                  | inscrit    | « PA00078436 », notice no PA00078436 | 49° 44′ 45″ nord, 4° 38′ 11″ est    |       |
| Ouvrage de La Ferté                                                                      | La Ferté-sur-Chiers          | Ardennes                | Grand Est                  | inscrit    | « PA00078437 », notice no PA00078437 | 49° 35′ 05″ nord, 5° 13′ 58″ est    |       |
| Couvent des Récollectines de Givet                                                       | Givet                        | Ardennes                | Grand Est                  | inscrit    | « PA00078443 », notice no PA00078443 | 50° 08′ 15″ nord, 4° 49′ 24″ est    |       |
| Château de Hierges                                                                       | Hierges                      | Ardennes                | Grand Est                  | classé     | « PA00078451 », notice no PA00078451 | 50° 06′ 21″ nord, 4° 44′ 26″ est    |       |
| Fanum de Mouzon                                                                          | Mouzon                       | Ardennes                | Grand Est                  | classé     | « PA00078476 », notice no PA00078476 | 49° 34′ 51″ nord, 5° 06′ 20″ est    |       |
| Manufacture royale de draps Le Dijonval                                                  | Sedan                        | Ardennes                | Grand Est                  | classé     | « PA00078523 », notice no PA00078523 | 49° 42′ 21″ nord, 4° 56′ 19″ est    |       |
| Église Saint-Charles-Borromée de Sedan                                                   | Sedan                        | Ardennes                | Grand Est                  | classé     | « PA00078520 », notice no PA00078520 | 49° 42′ 04″ nord, 4° 56′ 48″ est    |       |
| Croix de Manses                                                                          | Manses                       | Ariège                  | Occitanie                  | classé     | « PA00093813 », notice no PA00093813 | 43° 06′ 03″ nord, 1° 48′ 40″ est    |       |
| Église de la Nativité                                                                    | Aix-en-Othe                  | Aube                    | Grand Est                  | inscrit    | « PA00078015 », notice no PA00078015 | 48° 13′ 22″ nord, 3° 43′ 57″ est    |       |
| Oppidum                                                                                  | Bar-sur-Aube                 | Aube                    | Grand Est                  | inscrit    | « PA00078040 », notice no PA00078040 | 48° 13′ 13″ nord, 4° 41′ 53″ est    |       |
| Château                                                                                  | Barberey-Saint-Sulpice       | Aube                    | Grand Est                  | classé     | « PA00078048 », notice no PA00078048 | 48° 20′ 15″ nord, 4° 02′ 15″ est    |       |
| Église Saint-Loup                                                                        | Bouy-Luxembourg              | Aube                    | Grand Est                  | classé     | « PA00078056 », notice no PA00078056 | 48° 22′ 39″ nord, 4° 15′ 30″ est    |       |
| Cimetière                                                                                | Dienville                    | Aube                    | Grand Est                  | classé     | « PA00078098 », notice no PA00078098 | 48° 21′ 01″ nord, 4° 32′ 10″ est    |       |
| Château de Vaux                                                                          | Fouchères                    | Aube                    | Grand Est                  | classé     | « PA00078113 », notice no PA00078113 | 48° 07′ 29″ nord, 4° 15′ 44″ est    |       |
| Halle                                                                                    | Les Riceys                   | Aube                    | Grand Est                  | inscrit    | « PA00078202 », notice no PA00078202 | 47° 59′ 19″ nord, 4° 21′ 43″ est    |       |
| Chapelle Saint-Sébastien                                                                 | Les Riceys                   | Aube                    | Grand Est                  | inscrit    | « PA00078196 », notice no PA00078196 | 47° 58′ 52″ nord, 4° 21′ 36″ est    |       |
| Église Saint-Léger                                                                       | Saint-Léger-près-Troyes      | Aube                    | Grand Est                  | classé     | « PA00078219 », notice no PA00078219 | 48° 14′ 09″ nord, 4° 04′ 44″ est    |       |
| Église Saint-Denis                                                                       | Torvilliers                  | Aube                    | Grand Est                  | classé     | « PA00078243 », notice no PA00078243 | 48° 16′ 33″ nord, 3° 58′ 57″ est    |       |
| Église Saint-Cyr-et-Sainte-Julitte                                                       | Campagnac                    | Aveyron                 | Occitanie                  | classé     | « PA00093986 », notice no PA00093986 | 44° 24′ 19″ nord, 3° 04′ 34″ est    |       |
| Pressoir de Savignac                                                                     | Saint-Affrique               | Aveyron                 | Occitanie                  | inscrit    | « PA00094138 », notice no PA00094138 | 43° 58′ 08″ nord, 2° 49′ 37″ est    |       |
| Château de Ginals                                                                        | Villeneuve                   | Aveyron                 | Occitanie                  | inscrit    | « PA00094226 », notice no PA00094226 | 44° 24′ 48″ nord, 2° 00′ 23″ est    |       |
| Kappelturm                                                                               | Obernai                      | Bas-Rhin                | Grand Est                  | classé     | « PA00084846 », notice no PA00084846 | 48° 27′ 43″ nord, 7° 28′ 54″ est    |       |
| Hôtel d'Antoine ou de Lestang-Parade                                                     | Aix-en-Provence              | Bouches-du-Rhône        | Provence-Alpes-Côte d'Azur | classé     | « PA00081039 », notice no PA00081039 | 43° 31′ 38″ nord, 5° 27′ 12″ est    |       |
| Oppidum d'Entremont                                                                      | Aix-en-Provence              | Bouches-du-Rhône        | Provence-Alpes-Côte d'Azur | classé     | « PA00081095 », notice no PA00081095 | 43° 33′ 08″ nord, 5° 26′ 21″ est    |       |
| Bastide Bel-Air                                                                          | Aix-en-Provence              | Bouches-du-Rhône        | Provence-Alpes-Côte d'Azur | inscrit    | « PA00080974 », notice no PA00080974 | 43° 33′ 29″ nord, 5° 27′ 30″ est    |       |
| Hôtel d'Oléon-Boysseulh                                                                  | Aix-en-Provence              | Bouches-du-Rhône        | Provence-Alpes-Côte d'Azur | inscrit    | « PA00081043 », notice no PA00081043 | 43° 31′ 31″ nord, 5° 27′ 12″ est    |       |
| Église Sainte-Anne                                                                       | Boulbon                      | Bouches-du-Rhône        | Provence-Alpes-Côte d'Azur | classé     | « PA00081233 », notice no PA00081233 | 43° 51′ 44″ nord, 4° 41′ 34″ est    |       |
| Château du Petit Pommier                                                                 | Lançon-Provence              | Bouches-du-Rhône        | Provence-Alpes-Côte d'Azur | inscrit    | « PA00081311 », notice no PA00081311 | 43° 35′ 36″ nord, 5° 10′ 13″ est    |       |
| Hôpital Caroline                                                                         | Marseille                    | Bouches-du-Rhône        | Provence-Alpes-Côte d'Azur | inscrit    | « PA00081346 », notice no PA00081346 | 43° 17′ 00″ nord, 5° 19′ 09″ est    |       |
| Immeuble au 55, boulevard Rodocanachi à Marseille                                        | Marseille                    | Bouches-du-Rhône        | Provence-Alpes-Côte d'Azur | inscrit    | « PA00081359 », notice no PA00081359 | 43° 16′ 27″ nord, 5° 23′ 09″ est    |       |
| Grand Mas                                                                                | Saint-Étienne-du-Grès        | Bouches-du-Rhône        | Provence-Alpes-Côte d'Azur | inscrit    | « PA00081431 », notice no PA00081431 | 43° 46′ 55″ nord, 4° 43′ 36″ est    |       |
| Théâtre municipal                                                                        | Tarascon                     | Bouches-du-Rhône        | Provence-Alpes-Côte d'Azur | inscrit    | « PA00081486 », notice no PA00081486 | 43° 48′ 15″ nord, 4° 39′ 35″ est    |       |
| Manoir de la Perquette                                                                   | Bellengreville               | Calvados                | Normandie                  | inscrit    | « PA00111076 », notice no PA00111076 | 49° 07′ 47″ nord, 0° 13′ 18″ ouest  |       |
| Hôtel de Banville                                                                        | Caen                         | Calvados                | Normandie                  | inscrit    | « PA00111142 », notice no PA00111142 | 49° 10′ 53″ nord, 0° 21′ 54″ ouest  |       |
| Manoir d'Enfernelle                                                                      | Courtonne-la-Meurdrac        | Calvados                | Normandie                  | inscrit    | « PA00111254 », notice no PA00111254 | 49° 06′ 27″ nord, 0° 19′ 04″ est    |       |
| Manoir du Verger                                                                         | Fervaques                    | Calvados                | Normandie                  | inscrit    | « PA00111333 », notice no PA00111333 | 49° 02′ 48″ nord, 0° 15′ 39″ est    |       |
| Église Saint-Léonard                                                                     | Honfleur                     | Calvados                | Normandie                  | classé     | « PA00111392 », notice no PA00111392 | 49° 25′ 03″ nord, 0° 14′ 06″ est    |       |
| La Vavasseurie-au-Cerf                                                                   | Vendeuvre                    | Calvados                | Normandie                  | inscrit    | « PA00111789 », notice no PA00111789 | 48° 59′ 23″ nord, 0° 04′ 34″ ouest  |       |
| Théâtre gallo-romain                                                                     | Vieux                        | Calvados                | Normandie                  | inscrit    | « PA00111801 », notice no PA00111801 | 49° 06′ 25″ nord, 0° 25′ 55″ ouest  |       |
| Fanum d'Aron                                                                             | Aurillac                     | Cantal                  | Auvergne-Rhône-Alpes       | classé     | « PA00093469 », notice no PA00093469 | 44° 55′ 34″ nord, 2° 26′ 26″ est    |       |
| Église Saint-Bonnet                                                                      | Giou-de-Mamou                | Cantal                  | Auvergne-Rhône-Alpes       | inscrit    | « PA00093515 », notice no PA00093515 | 44° 55′ 53″ nord, 2° 30′ 49″ est    |       |
| Château de Mardogne                                                                      | Joursac                      | Cantal                  | Auvergne-Rhône-Alpes       | classé     | « PA00093521 », notice no PA00093521 | 45° 08′ 28″ nord, 3° 00′ 06″ est    |       |
| Château de Massebeau                                                                     | Murat                        | Cantal                  | Auvergne-Rhône-Alpes       | inscrit    | « PA00093563 », notice no PA00093563 | 45° 06′ 57″ nord, 2° 51′ 10″ est    |       |
| Dolmen de Mons (ou dolmen de Chausse)                                                    | Saint-Georges                | Cantal                  | Auvergne-Rhône-Alpes       | classé     | « PA00093639 », notice no PA00093639 | 45° 02′ 36″ nord, 3° 06′ 54″ est    |       |
| Église de la Salvetat                                                                    | Saint-Mamet-la-Salvetat      | Cantal                  | Auvergne-Rhône-Alpes       | inscrit    | « PA00093643 », notice no PA00093643 | 44° 50′ 12″ nord, 2° 20′ 31″ est    |       |
| Maison du Commandeur                                                                     | Saint-Mamet-la-Salvetat      | Cantal                  | Auvergne-Rhône-Alpes       | inscrit    | « PA00093644 », notice no PA00093644 | 44° 50′ 11″ nord, 2° 20′ 31″ est    |       |
| Église Saint-Séverin                                                                     | Saint-Saury                  | Cantal                  | Auvergne-Rhône-Alpes       | inscrit    | « PA00093658 », notice no PA00093658 | 44° 52′ 01″ nord, 2° 08′ 26″ est    |       |
| Chapelle Notre-Dame-de-Consolation                                                       | Thiézac                      | Cantal                  | Auvergne-Rhône-Alpes       | classé     | « PA00093699 », notice no PA00093699 | 45° 01′ 01″ nord, 2° 40′ 05″ est    |       |
| Église Saint-Martin                                                                      | Trémouille                   | Cantal                  | Auvergne-Rhône-Alpes       | classé     | « PA00093703 », notice no PA00093703 | 45° 22′ 21″ nord, 2° 40′ 30″ est    |       |
| Église Saint-Cybard de Dignac                                                            | Dignac                       | Charente                | Nouvelle-Aquitaine         | classé     | « PA00104355 », notice no PA00104355 | 45° 33′ 25″ nord, 0° 16′ 44″ est    |       |
| Église Saint-Pierre-des-Martyrs de Genac                                                 | Genac                        | Charente                | Nouvelle-Aquitaine         | classé     | « PA00104377 », notice no PA00104377 | 45° 47′ 56″ nord, 0° 01′ 36″ est    |       |
| Église Saint-Pierre de La Péruse                                                         | La Péruse                    | Charente                | Nouvelle-Aquitaine         | inscrit    | « PA00104454 », notice no PA00104454 | 45° 52′ 34″ nord, 0° 37′ 07″ est    |       |
| Prieuré Notre-Dame-d'Oulmes                                                              | Nuaillé-sur-Boutonne         | Charente-Maritime       | Nouvelle-Aquitaine         | classé     | « PA00104835 », notice no PA00104835 | 46° 00′ 55″ nord, 0° 23′ 32″ ouest  |       |
| Couvent des Dames Blanches                                                               | La Rochelle                  | Charente-Maritime       | Nouvelle-Aquitaine         | inscrit    | « PA00104874 », notice no PA00104874 | 46° 09′ 36″ nord, 1° 08′ 53″ ouest  |       |
| Vieille Ville de Venoux                                                                  | Bessais-le-Fromental         | Cher                    | Centre-Val de Loire        | inscrit    | « PA00096649 », notice no PA00096649 | 46° 44′ 30″ nord, 2° 49′ 22″ est    |       |
| Tour à poudre                                                                            | Bourges                      | Cher                    | Centre-Val de Loire        | inscrit    | « PA00096743 », notice no PA00096743 | 47° 04′ 40″ nord, 2° 23′ 33″ est    |       |
| Prieuré de Fontblanche                                                                   | Genouilly                    | Cher                    | Centre-Val de Loire        | classé     | « PA00096804 », notice no PA00096804 | 47° 12′ 31″ nord, 1° 52′ 53″ est    |       |
| Vieille Ville de Venoux                                                                  | Saint-Aignan-des-Noyers      | Cher                    | Centre-Val de Loire        | inscrit    | « PA00096873 », notice no PA00096873 | 46° 44′ 30″ nord, 2° 49′ 22″ est    |       |
| Château de La Ganne                                                                      | Saint-Exupéry-les-Roches     | Corrèze                 | Nouvelle-Aquitaine         | inscrit    | « PA00099854 », notice no PA00099854 | 45° 29′ 41″ nord, 2° 22′ 26″ est    |       |
| Château de la Mothe                                                                      | Ussel                        | Corrèze                 | Nouvelle-Aquitaine         | inscrit    | « PA00099937 », notice no PA00099937 | 45° 35′ 15″ nord, 2° 18′ 57″ est    |       |
| Couvent Saint-François de Sainte-Lucie-de-Tallano                                        | Sainte-Lucie-de-Tallano      | Corse-du-Sud            | Corse                      | classé     | « PA00099106 », notice no PA00099106 | 41° 41′ 43″ nord, 9° 03′ 58″ est    |       |
| Filitosa                                                                                 | Sollacaro                    | Corse-du-Sud            | Corse                      | classé     | « PA00099120 », notice no PA00099120 | 41° 44′ 50″ nord, 8° 52′ 17″ est    |       |
| Chapelle San Agostino de Chera                                                           | Sotta                        | Corse-du-Sud            | Corse                      | classé     | « PA00099121 », notice no PA00099121 | 41° 30′ 03″ nord, 9° 11′ 25″ est    |       |
| Hôtel de Châtillon-sur-Seine                                                             | Châtillon-sur-Seine          | Côte-d'Or               | Bourgogne-Franche-Comté    | inscrit    | « PA00112196 », notice no PA00112196 | 47° 51′ 28″ nord, 4° 34′ 26″ est    |       |
| Hôtel Brûlart                                                                            | Dijon                        | Côte-d'Or               | Bourgogne-Franche-Comté    | classé     | « PA00112286 », notice no PA00112286 | 47° 19′ 12″ nord, 5° 02′ 11″ est    |       |
| Hôtel Grasset                                                                            | Dijon                        | Côte-d'Or               | Bourgogne-Franche-Comté    | classé     | « PA00112302 », notice no PA00112302 | 47° 19′ 08″ nord, 5° 02′ 39″ est    |       |
| Tour Marmont                                                                             | Gissey-sous-Flavigny         | Côte-d'Or               | Bourgogne-Franche-Comté    | classé     | « PA00112479 », notice no PA00112479 | 47° 30′ 46″ nord, 4° 35′ 24″ est    |       |
| Église Saint-Aubin                                                                       | Saint-Aubin                  | Côte-d'Or               | Bourgogne-Franche-Comté    | classé     | « PA00112622 », notice no PA00112622 | 46° 57′ 02″ nord, 4° 42′ 33″ est    |       |
| Château de Vianges                                                                       | Vianges                      | Côte-d'Or               | Bourgogne-Franche-Comté    | inscrit    | « PA00112717 », notice no PA00112717 | 47° 09′ 30″ nord, 4° 19′ 37″ est    |       |
| Manoir du Verger                                                                         | Caulnes                      | Côtes-d'Armor           | Bretagne                   | inscrit    | « PA00089058 », notice no PA00089058 | 48° 17′ 30″ nord, 2° 09′ 29″ ouest  |       |
| Dolmen de la Ville-Hamon                                                                 | Erquy                        | Côtes-d'Armor           | Bretagne                   | inscrit    | « PA00089144 », notice no PA00089144 | 48° 37′ 53″ nord, 2° 26′ 42″ ouest  |       |
| Manoir de Kerprigent                                                                     | Lannion                      | Côtes-d'Armor           | Bretagne                   | inscrit    | « PA00089288 », notice no PA00089288 | 48° 46′ 50″ nord, 3° 28′ 26″ ouest  |       |
| Manoir de Correc                                                                         | Saint-Gelven                 | Côtes-d'Armor           | Bretagne                   | inscrit    | « PA00089617 », notice no PA00089617 | 48° 13′ 58″ nord, 3° 06′ 26″ ouest  |       |
| Abbaye de Prébenoît                                                                      | Bétête                       | Creuse                  | Nouvelle-Aquitaine         | inscrit    | « PA00100009 », notice no PA00100009 | 46° 21′ 27″ nord, 2° 02′ 27″ est    |       |
| Dolmen dit La Pierre Cuberte                                                             | Dun-le-Palestel              | Creuse                  | Nouvelle-Aquitaine         | classé     | « PA00100056 », notice no PA00100056 | 46° 17′ 25″ nord, 1° 39′ 17″ est    |       |
| Dolmen dit La Pierre Cuberte                                                             | Naillat                      | Creuse                  | Nouvelle-Aquitaine         | classé     | « PA00100119 », notice no PA00100119 | 46° 17′ 25″ nord, 1° 39′ 17″ est    |       |
| Église Saint-Jean-Baptiste de Rimondeix                                                  | Rimondeix                    | Creuse                  | Nouvelle-Aquitaine         | inscrit    | « PA00100139 », notice no PA00100139 | 46° 13′ 43″ nord, 2° 06′ 05″ est    |       |
| Église Saint-Genest de Saint-Junien-la-Bregère                                           | Saint-Junien-la-Bregère      | Creuse                  | Nouvelle-Aquitaine         | inscrit    | « PA00100169 », notice no PA00100169 | 45° 52′ 56″ nord, 1° 45′ 16″ est    |       |
| Église Saint-Maurille de Saint-Moreil                                                    | Saint-Moreil                 | Creuse                  | Nouvelle-Aquitaine         | inscrit    | « PA00100181 », notice no PA00100181 | 45° 51′ 12″ nord, 1° 41′ 23″ est    |       |
| Église Saint-Étienne de Coulonges-sur-l'Autize                                           | Coulonges-sur-l'Autize       | Deux-Sèvres             | Nouvelle-Aquitaine         | classé     | « PA00101226 », notice no PA00101226 | 46° 29′ 07″ nord, 0° 36′ 01″ ouest  |       |
| Château des Ouches                                                                       | Saint-Génard                 | Deux-Sèvres             | Nouvelle-Aquitaine         | inscrit    | « PA00101335 », notice no PA00101335 | 46° 11′ 51″ nord, 0° 09′ 27″ ouest  |       |
| Gisement préhistorique du Fourneau du Diable                                             | Bourdeilles                  | Dordogne                | Nouvelle-Aquitaine         | classé     | « PA00082392 », notice no PA00082392 | 45° 20′ 04″ nord, 0° 35′ 38″ est    |       |
| Ancienne grange dîmière de La Cassagne                                                   | La Cassagne                  | Dordogne                | Nouvelle-Aquitaine         | inscrit    | « PA00082444 », notice no PA00082444 | 45° 02′ 42″ nord, 1° 18′ 35″ est    |       |
| Château de Castelnaud                                                                    | Castelnaud-la-Chapelle       | Dordogne                | Nouvelle-Aquitaine         | classé     | « PA00082446 », notice no PA00082446 | 44° 48′ 57″ nord, 1° 08′ 54″ est    |       |
| Dolmen de Peyrelevade (Limeyrat)                                                         | Limeyrat                     | Dordogne                | Nouvelle-Aquitaine         | inscrit    | « PA00082615 », notice no PA00082615 | 45° 11′ 06″ nord, 1° 00′ 12″ est    |       |
| Hôtel de la Monnaie ou Hôtel des Monnaies, ou Maison du Gouverneur, ou Hôtel de Langlade | Périgueux                    | Dordogne                | Nouvelle-Aquitaine         | classé     | « PA00082734 », notice no PA00082734 | 45° 11′ 06″ nord, 0° 43′ 27″ est    |       |
| Enceinte des Grilloux et monument                                                        | Saint-Pompon                 | Dordogne                | Nouvelle-Aquitaine         | inscrit    | « PA00082895 », notice no PA00082895 | 44° 43′ 43″ nord, 1° 10′ 12″ est    |       |
| Château de Ramefort                                                                      | Brantôme en Périgord         | Dordogne                | Nouvelle-Aquitaine         | inscrit    | « PA00083043 », notice no PA00083043 | 45° 20′ 44″ nord, 0° 37′ 26″ est    |       |
| Église Saint-André de Bannans                                                            | Bannans                      | Doubs                   | Bourgogne-Franche-Comté    | inscrit    | « PA00101444 », notice no PA00101444 | 46° 53′ 07″ nord, 6° 14′ 11″ est    |       |
| Caborde de Chaudanne                                                                     | Besançon                     | Doubs                   | Bourgogne-Franche-Comté    | inscrit    | « PA00101458 », notice no PA00101458 | 47° 13′ 36″ nord, 6° 00′ 47″ est    |       |
| Caborde de Velotte                                                                       | Besançon                     | Doubs                   | Bourgogne-Franche-Comté    | inscrit    | « PA00101459 », notice no PA00101459 | 47° 13′ 10″ nord, 6° 00′ 03″ est    |       |
| Château d'École                                                                          | École-Valentin               | Doubs                   | Bourgogne-Franche-Comté    | inscrit    | « PA00101640 », notice no PA00101640 | 47° 16′ 16″ nord, 5° 58′ 52″ est    |       |
| Château de La Baume-de-Transit                                                           | La Baume-de-Transit          | Drôme                   | Auvergne-Rhône-Alpes       | classé     | « PA00116890 », notice no PA00116890 | 44° 20′ 18″ nord, 4° 51′ 55″ est    |       |
| Hôtel de La Tour-du-Pin-Montauban                                                        | Crest                        | Drôme                   | Auvergne-Rhône-Alpes       | inscrit    | « PA00116925 », notice no PA00116925 | 44° 43′ 43″ nord, 5° 01′ 28″ est    |       |
| Chapelle Saint-Jean de Crupies                                                           | Crupies                      | Drôme                   | Auvergne-Rhône-Alpes       | inscrit    | « PA00116930 », notice no PA00116930 | 44° 33′ 37″ nord, 5° 09′ 54″ est    |       |
| Château                                                                                  | Montjoux                     | Drôme                   | Auvergne-Rhône-Alpes       | inscrit    | « PA00116995 », notice no PA00116995 | 44° 30′ 17″ nord, 5° 06′ 14″ est    |       |
| Ancienne église Saint-Apollinaire de Pontaix                                             | Pontaix                      | Drôme                   | Auvergne-Rhône-Alpes       | classé     | « PA00117014 », notice no PA00117014 | 44° 45′ 03″ nord, 5° 15′ 50″ est    |       |
| Hôtel de Framond (ancien)                                                                | Romans-sur-Isère             | Drôme                   | Auvergne-Rhône-Alpes       | inscrit    | « PA00117031 », notice no PA00117031 | 45° 02′ 33″ nord, 5° 03′ 05″ est    |       |
| Maison                                                                                   | Romans-sur-Isère             | Drôme                   | Auvergne-Rhône-Alpes       | inscrit    | « PA00117037 », notice no PA00117037 | 45° 02′ 33″ nord, 5° 03′ 03″ est    |       |
| Maison                                                                                   | Romans-sur-Isère             | Drôme                   | Auvergne-Rhône-Alpes       | inscrit    | « PA00117036 », notice no PA00117036 | 45° 02′ 38″ nord, 5° 02′ 58″ est    |       |
| Grotte de Prinvaux                                                                       | Boigneville                  | Essonne                 | Île-de-France              | inscrit    | « PA00087817 », notice no PA00087817 | 48° 19′ 23″ nord, 2° 22′ 14″ est    |       |
| Château de Mesnil-Voisin                                                                 | Bouray-sur-Juine             | Essonne                 | Île-de-France              | classé     | « PA00087823 », notice no PA00087823 | 48° 31′ 14″ nord, 2° 16′ 34″ est    |       |
| Pont Cornuel                                                                             | Bouray-sur-Juine             | Essonne                 | Île-de-France              | inscrit    | « PA00087826 », notice no PA00087826 | 48° 31′ 15″ nord, 2° 17′ 17″ est    |       |
| Polissoir de Grimery                                                                     | Buno-Bonnevaux               | Essonne                 | Île-de-France              | inscrit    | « PA00087845 », notice no PA00087845 | 48° 21′ 14″ nord, 2° 24′ 40″ est    |       |
| Pont Cornuel                                                                             | Lardy                        | Essonne                 | Île-de-France              | inscrit    | « PA00087934 », notice no PA00087934 | 48° 31′ 15″ nord, 2° 17′ 17″ est    |       |
| Château de Jeurre                                                                        | Morigny-Champigny            | Essonne                 | Île-de-France              | inscrit    | « PA00087974 », notice no PA00087974 | 48° 28′ 06″ nord, 2° 11′ 16″ est    |       |
| Château d'Alluyes                                                                        | Alluyes                      | Eure-et-Loir            | Centre-Val de Loire        | classé     | « PA00096954 », notice no PA00096954 | 48° 13′ 44″ nord, 1° 21′ 45″ est    |       |
| Église Saint-Barthélemy de Montireau                                                     | Montireau                    | Eure-et-Loir            | Centre-Val de Loire        | classé     | « PA00097161 », notice no PA00097161 | 48° 24′ 28″ nord, 1° 01′ 35″ est    |       |
| Tumulus de Menainville                                                                   | Tillay-le-Péneux             | Eure-et-Loir            | Centre-Val de Loire        | inscrit    | « PA00097227 », notice no PA00097227 | 48° 09′ 44″ nord, 1° 47′ 26″ est    |       |
| Alignements d'An Eured Veign                                                             | Brasparts                    | Finistère               | Bretagne                   | inscrit    | « PA00089842 », notice no PA00089842 | 48° 20′ 44″ nord, 3° 55′ 52″ ouest  |       |
| Alignement de Lostmarc'h                                                                 | Crozon                       | Finistère               | Bretagne                   | inscrit    | « PA00089899 », notice no PA00089899 | 48° 12′ 46″ nord, 4° 33′ 25″ ouest  |       |
| Kastell Lostmarc'h                                                                       | Crozon                       | Finistère               | Bretagne                   | inscrit    | « PA00089901 », notice no PA00089901 | 48° 12′ 47″ nord, 4° 33′ 24″ ouest  |       |
| Temple de Trégouzel, fanum celto-romain                                                  | Douarnenez                   | Finistère               | Bretagne                   | classé     | « PA00089914 », notice no PA00089914 | 48° 04′ 31″ nord, 4° 18′ 52″ ouest  |       |
| Menhir du Cloître                                                                        | Huelgoat                     | Finistère               | Bretagne                   | inscrit    | « PA00090008 », notice no PA00090008 | 48° 21′ 25″ nord, 3° 47′ 20″ ouest  |       |
| Chapelle Sainte-Anne de l'Île-de-Batz                                                    | Île-de-Batz                  | Finistère               | Bretagne                   | classé     | « PA00090010 », notice no PA00090010 | 48° 44′ 31″ nord, 3° 59′ 36″ ouest  |       |
| Église Saint-Guénolé de Locquénolé                                                       | Locquénolé                   | Finistère               | Bretagne                   | classé     | « PA00090072 », notice no PA00090072 | 48° 37′ 30″ nord, 3° 51′ 38″ ouest  |       |
| Dolmens                                                                                  | Névez                        | Finistère               | Bretagne                   | inscrit    | « PA00090144 », notice no PA00090144 | 47° 47′ 31″ nord, 3° 46′ 10″ ouest  |       |
| Oppidum d'Alès                                                                           | Alès                         | Gard                    | Occitanie                  | classé     | « PA00102951 », notice no PA00102951 | 44° 07′ 30″ nord, 4° 03′ 49″ est    |       |
| Château de Gaujac                                                                        | Gaujac                       | Gard                    | Occitanie                  | inscrit    | « PA00103059 », notice no PA00103059 | 44° 04′ 44″ nord, 4° 34′ 40″ est    |       |
| Château de Lascours                                                                      | Laudun-l'Ardoise             | Gard                    | Occitanie                  | classé     | « PA00103066 », notice no PA00103066 | 44° 06′ 08″ nord, 4° 40′ 42″ est    |       |
| Mur du Bas-Empire                                                                        | Nîmes                        | Gard                    | Occitanie                  | classé     | « PA00103148 », notice no PA00103148 |                                     |       |
| Pont Charles-Martel sur la Cèze                                                          | La Roque-sur-Cèze            | Gard                    | Occitanie                  | classé     | « PA00103183 », notice no PA00103183 | 44° 11′ 35″ nord, 4° 31′ 23″ est    |       |
| Maison                                                                                   | Saint-André-de-Majencoules   | Gard                    | Occitanie                  | inscrit    | « PA00103196 », notice no PA00103196 | 43° 59′ 58″ nord, 3° 39′ 54″ est    |       |
| Château du Castellas                                                                     | Saint-Bonnet-de-Salendrinque | Gard                    | Occitanie                  | inscrit    | « PA00103198 », notice no PA00103198 | 44° 02′ 00″ nord, 3° 52′ 00″ est    |       |
| Oppidum de Nages                                                                         | Saint-Dionisy                | Gard                    | Occitanie                  | inscrit    | « PA00103203 », notice no PA00103203 | 43° 47′ 59″ nord, 4° 13′ 34″ est    |       |
| Chapelle Notre-Dame de Mayran                                                            | Saint-Victor-la-Coste        | Gard                    | Occitanie                  | classé     | « PA00103229 », notice no PA00103229 | 44° 04′ 12″ nord, 4° 40′ 17″ est    |       |
| Lavoir de Saint-Victor-la-Coste                                                          | Saint-Victor-la-Coste        | Gard                    | Occitanie                  | classé     | « PA00103231 », notice no PA00103231 | 44° 03′ 45″ nord, 4° 38′ 28″ est    |       |
| Chapelle Saint-Martin de Saint-Victor-la-Coste                                           | Saint-Victor-la-Coste        | Gard                    | Occitanie                  | classé     | « PA00103230 », notice no PA00103230 | 44° 04′ 25″ nord, 4° 38′ 15″ est    |       |
| Château de Lacassagne                                                                    | Saint-Avit-Frandat           | Gers                    | Occitanie                  | classé     | « PA00094910 », notice no PA00094910 | 43° 58′ 25″ nord, 0° 39′ 09″ est    |       |
| Villa Thérésa                                                                            | Arcachon                     | Gironde                 | Nouvelle-Aquitaine         | inscrit    | « PA00083112 », notice no PA00083112 | 44° 39′ 28″ nord, 1° 10′ 14″ ouest  |       |
| Chartreuse de Mirande                                                                    | Bordeaux                     | Gironde                 | Nouvelle-Aquitaine         | classé     | « PA00083162 », notice no PA00083162 | 44° 50′ 38″ nord, 0° 36′ 05″ ouest  |       |
| Maison de la cité Frugès                                                                 | Pessac                       | Gironde                 | Nouvelle-Aquitaine         | classé     | « PA00083657 », notice no PA00083657 | 44° 47′ 53″ nord, 0° 38′ 56″ ouest  |       |
| Hôpital de l'île Royale                                                                  | Cayenne                      | Guyane                  | Guyane                     | classé     | « PA00105900 », notice no PA00105900 | 5° 17′ 00″ nord, 52° 34′ 59″ ouest  |       |
| Fort Diamant                                                                             | Rémire-Montjoly              | Guyane                  | Guyane                     | classé     | « PA00105909 », notice no PA00105909 | 4° 52′ 13″ nord, 52° 14′ 51″ ouest  |       |
| Roches de la Crique Pavée                                                                | Rémire-Montjoly              | Guyane                  | Guyane                     | classé     | « PA00105910 », notice no PA00105910 | 4° 51′ 35″ nord, 52° 16′ 13″ ouest  |       |
| Palais épiscopal                                                                         | Casalta                      | Haute-Corse             | Corse                      | classé     | « PA00099181 », notice no PA00099181 | 42° 26′ 15″ nord, 9° 24′ 33″ est    |       |
| Chapelle Sainte-Marie                                                                    | Casalta                      | Haute-Corse             | Corse                      | classé     | « PA00099180 », notice no PA00099180 | 42° 26′ 14″ nord, 9° 24′ 34″ est    |       |
| Chapelle Saint-Pierre-Saint-Paul                                                         | Lumio                        | Haute-Corse             | Corse                      | classé     | « PA00099210 », notice no PA00099210 | 42° 34′ 11″ nord, 8° 49′ 58″ est    |       |
| Maison du Barry                                                                          | Lévignac                     | Haute-Garonne           | Occitanie                  | classé     | « PA00094370 », notice no PA00094370 | 43° 39′ 58″ nord, 1° 11′ 38″ est    |       |
| Église Saint-Jean de Montbrun-Bocage                                                     | Montbrun-Bocage              | Haute-Garonne           | Occitanie                  | classé     | « PA00094385 », notice no PA00094385 | 43° 07′ 41″ nord, 1° 16′ 06″ est    |       |
| Château de Palays                                                                        | Montesquieu-Volvestre        | Haute-Garonne           | Occitanie                  | inscrit    | « PA00094390 », notice no PA00094390 | 43° 11′ 04″ nord, 1° 15′ 11″ est    |       |
| Église Notre-Dame-de-l'Assomption de Montgeard                                           | Montgeard                    | Haute-Garonne           | Occitanie                  | classé     | « PA00094393 », notice no PA00094393 | 43° 20′ 21″ nord, 1° 38′ 04″ est    |       |
| Ancien Hôtel de Boysson                                                                  | Toulouse                     | Haute-Garonne           | Occitanie                  | inscrit    | « PA00094538 », notice no PA00094538 | 43° 36′ 07″ nord, 1° 26′ 32″ est    |       |
| Château de La Cépière                                                                    | Toulouse                     | Haute-Garonne           | Occitanie                  | inscrit    | « PA00094505 », notice no PA00094505 | 43° 35′ 12″ nord, 1° 24′ 02″ est    |       |
| Maison de Calas                                                                          | Toulouse                     | Haute-Garonne           | Occitanie                  | inscrit    | « PA00094612 », notice no PA00094612 | 43° 35′ 58″ nord, 1° 26′ 38″ est    |       |
| Tour de Serta                                                                            | Toulouse                     | Haute-Garonne           | Occitanie                  | inscrit    | « PA00094642 », notice no PA00094642 | 43° 36′ 07″ nord, 1° 26′ 37″ est    |       |
| Église Saint-Jérôme de Toulouse                                                          | Toulouse                     | Haute-Garonne           | Occitanie                  | classé     | « PA00094500 », notice no PA00094500 | 43° 36′ 11″ nord, 1° 26′ 47″ est    |       |
| Église Saint-Pierre de Chomelix                                                          | Chomelix                     | Haute-Loire             | Auvergne-Rhône-Alpes       | inscrit    | « PA00092652 », notice no PA00092652 | 45° 15′ 47″ nord, 3° 49′ 39″ est    |       |
| Villa d'Espaly                                                                           | Espaly-Saint-Marcel          | Haute-Loire             | Auvergne-Rhône-Alpes       | inscrit    | « PA00092667 », notice no PA00092667 | 45° 02′ 52″ nord, 3° 52′ 02″ est    |       |
| Église Saint-Jean-Baptiste de Paulhac                                                    | Paulhac                      | Haute-Loire             | Auvergne-Rhône-Alpes       | inscrit    | « PA00092724 », notice no PA00092724 | 45° 18′ 07″ nord, 3° 20′ 52″ est    |       |
| Calvaire du Champ Clos                                                                   | Rosières                     | Haute-Loire             | Auvergne-Rhône-Alpes       | classé     | « PA00092821 », notice no PA00092821 | 45° 08′ 07″ nord, 3° 59′ 23″ est    |       |
| Église Saint-Loup de Saint-Arcons-d'Allier                                               | Saint-Arcons-d'Allier        | Haute-Loire             | Auvergne-Rhône-Alpes       | inscrit    | « PA00092829 », notice no PA00092829 | 45° 04′ 07″ nord, 3° 33′ 02″ est    |       |
| Chapelle Notre-Dame-des-Grâces de Salzuit                                                | Salzuit                      | Haute-Loire             | Auvergne-Rhône-Alpes       | inscrit    | « PA00092887 », notice no PA00092887 | 45° 12′ 52″ nord, 3° 29′ 27″ est    |       |
| Église Sainte-Anne de Vieille-Brioude                                                    | Vieille-Brioude              | Haute-Loire             | Auvergne-Rhône-Alpes       | inscrit    | « PA00092918 », notice no PA00092918 | 45° 15′ 40″ nord, 3° 24′ 27″ est    |       |
| Église Notre-Dame de Bourmont                                                            | Bourmont                     | Haute-Marne             | Grand Est                  | inscrit    | « PA00078962 », notice no PA00078962 | 48° 11′ 35″ nord, 5° 35′ 19″ est    |       |
| Immeuble                                                                                 | Chaumont                     | Haute-Marne             | Grand Est                  | inscrit    | « PA00079023 », notice no PA00079023 | 48° 06′ 40″ nord, 5° 08′ 27″ est    |       |
| Maison de Montrol                                                                        | Doulaincourt-Saucourt        | Haute-Marne             | Grand Est                  | inscrit    | « PA00079053 », notice no PA00079053 | 48° 19′ 27″ nord, 5° 12′ 22″ est    |       |
| Église Saint-Pierre-ès-Liens de Rolampont                                                | Rolampont                    | Haute-Marne             | Grand Est                  | inscrit    | « PA00079211 », notice no PA00079211 | 47° 57′ 02″ nord, 5° 17′ 09″ est    |       |
| Église Saint-Martin d'Achey                                                              | Achey                        | Haute-Saône             | Bourgogne-Franche-Comté    | inscrit    | « PA00102103 », notice no PA00102103 | 47° 34′ 24″ nord, 5° 36′ 33″ est    |       |
| Église Saint-Martin de Bucey-lès-Gy                                                      | Bucey-lès-Gy                 | Haute-Saône             | Bourgogne-Franche-Comté    | inscrit    | « PA00102126 », notice no PA00102126 | 47° 25′ 21″ nord, 5° 50′ 42″ est    |       |
| Château de Buthiers                                                                      | Buthiers                     | Haute-Saône             | Bourgogne-Franche-Comté    | inscrit    | « PA00102128 », notice no PA00102128 | 47° 20′ 49″ nord, 6° 01′ 58″ est    |       |
| Croix-oratoire de Chaumercenne                                                           | Chaumercenne                 | Haute-Saône             | Bourgogne-Franche-Comté    | classé     | « PA00102134 », notice no PA00102134 | 47° 18′ 05″ nord, 5° 37′ 47″ est    |       |
| Église de l'Assomption de Fouvent-le-Haut                                                | Fouvent-Saint-Andoche        | Haute-Saône             | Bourgogne-Franche-Comté    | inscrit    | « PA00102170 », notice no PA00102170 | 47° 38′ 43″ nord, 5° 40′ 14″ est    |       |
| Fontaine-lavoir de Lomont                                                                | Lomont                       | Haute-Saône             | Bourgogne-Franche-Comté    | inscrit    | « PA00102198 », notice no PA00102198 | 47° 37′ 18″ nord, 6° 36′ 54″ est    |       |
| Monastère de Luxeuil                                                                     | Luxeuil-les-Bains            | Haute-Saône             | Bourgogne-Franche-Comté    | classé     | « PA00102201 », notice no PA00102201 | 47° 48′ 59″ nord, 6° 22′ 53″ est    |       |
| Église Saint-Didier de Roche                                                             | Roche-et-Raucourt            | Haute-Saône             | Bourgogne-Franche-Comté    | inscrit    | « PA00102260 », notice no PA00102260 | 47° 37′ 10″ nord, 5° 42′ 26″ est    |       |
| Château de Vauvillers                                                                    | Vauvillers                   | Haute-Saône             | Bourgogne-Franche-Comté    | inscrit    | « PA00102283 », notice no PA00102283 | 47° 55′ 20″ nord, 6° 05′ 54″ est    |       |
| Basilique de Boutae                                                                      | Annecy                       | Haute-Savoie            | Auvergne-Rhône-Alpes       | classé     | « PA00118346 », notice no PA00118346 | 45° 54′ 44″ nord, 6° 07′ 15″ est    |       |
| Grange de Coudier                                                                        | Ambazac                      | Haute-Vienne            | Nouvelle-Aquitaine         | inscrit    | « PA00100236 », notice no PA00100236 | 45° 58′ 55″ nord, 1° 24′ 00″ est    |       |
| Maison du Maître Tanneur                                                                 | Eymoutiers                   | Haute-Vienne            | Nouvelle-Aquitaine         | classé     | « PA00100307 », notice no PA00100307 | 45° 44′ 15″ nord, 1° 44′ 50″ est    |       |
| Vestiges gallo-romains d'Uzurat                                                          | Limoges                      | Haute-Vienne            | Nouvelle-Aquitaine         | classé     | « PA00100382 », notice no PA00100382 | 45° 52′ 15″ nord, 1° 16′ 24″ est    |       |
| Vestiges gallo-romains de Pierre-Buffière                                                | Pierre-Buffière              | Haute-Vienne            | Nouvelle-Aquitaine         | inscrit    | « PA00100417 », notice no PA00100417 | 45° 41′ 51″ nord, 1° 22′ 06″ est    |       |
| Église Saint-Julien-et-Saint-Roch de La Porcherie                                        | La Porcherie                 | Haute-Vienne            | Nouvelle-Aquitaine         | inscrit    | « PA00100418 », notice no PA00100418 | 45° 34′ 51″ nord, 1° 32′ 37″ est    |       |
| Enceinte romaine de Saint-Gence                                                          | Saint-Gence                  | Haute-Vienne            | Nouvelle-Aquitaine         | inscrit    | « PA00100447 », notice no PA00100447 | 45° 55′ 21″ nord, 1° 07′ 45″ est    |       |
| Église Saint-Laurent de Saint-Laurent-sur-Gorre                                          | Saint-Laurent-sur-Gorre      | Haute-Vienne            | Nouvelle-Aquitaine         | classé     | « PA00100461 », notice no PA00100461 | 45° 46′ 14″ nord, 0° 57′ 27″ est    |       |
| Domaine de Saint-Girons                                                                  | Maubourguet                  | Hautes-Pyrénées         | Occitanie                  | inscrit    | « PA00095396 », notice no PA00095396 | 43° 27′ 21″ nord, 0° 02′ 43″ est    |       |
| Château de Tramezaygues                                                                  | Tramezaïgues                 | Hautes-Pyrénées         | Occitanie                  | inscrit    | « PA00095436 », notice no PA00095436 | 42° 47′ 50″ nord, 0° 17′ 13″ est    |       |
| Hôtel de Guines                                                                          | Courbevoie                   | Hauts-de-Seine          | Île-de-France              | classé     | « PA00088103 », notice no PA00088103 | 48° 53′ 50″ nord, 2° 15′ 16″ est    |       |
| Hôtel de ville                                                                           | Courbevoie                   | Hauts-de-Seine          | Île-de-France              | inscrit    | « PA00088104 », notice no PA00088104 | 48° 53′ 43″ nord, 2° 15′ 22″ est    |       |
| Hôtel                                                                                    | Malakoff                     | Hauts-de-Seine          | Île-de-France              | inscrit    | « PA00088115 », notice no PA00088115 | 48° 49′ 05″ nord, 2° 18′ 29″ est    |       |
| Église Saint-Martin de Cabrières                                                         | Cabrières                    | Hérault                 | Occitanie                  | classé     | « PA00103401 », notice no PA00103401 | 43° 34′ 38″ nord, 3° 19′ 21″ est    |       |
| Norias de Cazilhac                                                                       | Cazilhac                     | Hérault                 | Occitanie                  | classé     | « PA00103419 », notice no PA00103419 | 43° 55′ 27″ nord, 3° 42′ 28″ est    |       |
| Église Saint-Antoine de Clapiers                                                         | Clapiers                     | Hérault                 | Occitanie                  | inscrit    | « PA00103434 », notice no PA00103434 | 43° 39′ 26″ nord, 3° 53′ 20″ est    |       |
| Hôtel de Fleury                                                                          | Lodève                       | Hérault                 | Occitanie                  | inscrit    | « PA00103483 », notice no PA00103483 | 43° 43′ 54″ nord, 3° 19′ 12″ est    |       |
| Église de la Transfiguration-du-Seigneur de Marsillargues                                | Marsillargues                | Hérault                 | Occitanie                  | inscrit    | « PA00103501 », notice no PA00103501 | 43° 39′ 54″ nord, 4° 10′ 44″ est    |       |
| Château de Maureilhan                                                                    | Maureilhan                   | Hérault                 | Occitanie                  | inscrit    | « PA00103505 », notice no PA00103505 | 43° 21′ 32″ nord, 3° 07′ 12″ est    |       |
| Château de Nizas                                                                         | Nizas                        | Hérault                 | Occitanie                  | inscrit    | « PA00103618 », notice no PA00103618 | 43° 30′ 45″ nord, 3° 24′ 29″ est    |       |
| Menhir de la Haute-Pierre                                                                | Champeaux                    | Ille-et-Vilaine         | Bretagne                   | inscrit    | « PA00090519 », notice no PA00090519 | 48° 07′ 55″ nord, 1° 17′ 53″ ouest  |       |
| Sépulture mégalithique et tertre                                                         | Pléchâtel                    | Ille-et-Vilaine         | Bretagne                   | inscrit    | « PA00090654 », notice no PA00090654 | 47° 52′ 17″ nord, 1° 40′ 28″ ouest  |       |
| Château de la Motte-Jean                                                                 | Saint-Coulomb Cancale        | Ille-et-Vilaine         | Bretagne                   | inscrit    | « PA00090773 », notice no PA00090773 | 48° 40′ 35″ nord, 1° 53′ 12″ ouest  |       |
| Malouinière de la Plussinais                                                             | Saint-Jouan-des-Guérets      | Ille-et-Vilaine         | Bretagne                   | inscrit    | « PA00090787 », notice no PA00090787 | 48° 36′ 19″ nord, 1° 58′ 59″ ouest  |       |
| Église Saint-Léger                                                                       | Saint-Léger-des-Prés         | Ille-et-Vilaine         | Bretagne                   | inscrit    | « PA00090794 », notice no PA00090794 | 48° 23′ 41″ nord, 1° 38′ 57″ ouest  |       |
| Monastère Saint-Nicolas                                                                  | Vitré                        | Ille-et-Vilaine         | Bretagne                   | inscrit    | « PA00090902 », notice no PA00090902 | 48° 07′ 35″ nord, 1° 13′ 01″ ouest  |       |
| Château de Breuil-Yvain                                                                  | Orsennes                     | Indre                   | Centre-Val de Loire        | inscrit    | « PA00097414 », notice no PA00097414 | 46° 29′ 04″ nord, 1° 42′ 06″ est    |       |
| Château du Mée                                                                           | Pellevoisin                  | Indre                   | Centre-Val de Loire        | inscrit    | « PA00097429 », notice no PA00097429 | 46° 58′ 24″ nord, 1° 22′ 42″ est    |       |
| Manoir de Vaumorin                                                                       | Chançay                      | Indre-et-Loire          | Centre-Val de Loire        | inscrit    | « PA00097629 », notice no PA00097629 | 47° 26′ 52″ nord, 0° 52′ 58″ est    |       |
| Oppidum de Château-Chevrier                                                              | Rochecorbon                  | Indre-et-Loire          | Centre-Val de Loire        | inscrit    | « PA00098048 », notice no PA00098048 | 47° 24′ 37″ nord, 0° 45′ 40″ est    |       |
| Manoir de Sapaillé                                                                       | Tours                        | Indre-et-Loire          | Centre-Val de Loire        | inscrit    | « PA00098258 », notice no PA00098258 | 47° 25′ 43″ nord, 0° 41′ 33″ est    |       |
| Chapelle Saint-Antoine                                                                   | Crémieu                      | Isère                   | Auvergne-Rhône-Alpes       | inscrit    | « PA00117151 », notice no PA00117151 | 45° 43′ 34″ nord, 5° 15′ 16″ est    |       |
| Ancien Hôtel de ville                                                                    | Crémieu                      | Isère                   | Auvergne-Rhône-Alpes       | inscrit    | « PA00117160 », notice no PA00117160 | 45° 43′ 34″ nord, 5° 15′ 15″ est    |       |
| Fontaine                                                                                 | Crémieu                      | Isère                   | Auvergne-Rhône-Alpes       | inscrit    | « PA00117157 », notice no PA00117157 | 45° 43′ 33″ nord, 5° 15′ 18″ est    |       |
| Maison du Colombier                                                                      | Crémieu                      | Isère                   | Auvergne-Rhône-Alpes       | inscrit    | « PA00117162 », notice no PA00117162 | 45° 43′ 31″ nord, 5° 15′ 08″ est    |       |
| Fontaine                                                                                 | Crémieu                      | Isère                   | Auvergne-Rhône-Alpes       | inscrit    | « PA00117156 », notice no PA00117156 | 45° 43′ 29″ nord, 5° 15′ 00″ est    |       |
| Église Saint-Roch de Diémoz                                                              | Diémoz                       | Isère                   | Auvergne-Rhône-Alpes       | inscrit    | « PA00117173 », notice no PA00117173 | 45° 35′ 22″ nord, 5° 05′ 40″ est    |       |
| Église Saint-Loup de Penol                                                               | Penol                        | Isère                   | Auvergne-Rhône-Alpes       | inscrit    | « PA00117236 », notice no PA00117236 | 45° 23′ 24″ nord, 5° 11′ 30″ est    |       |
| Château de Quincivet                                                                     | Saint-Vérand                 | Isère                   | Auvergne-Rhône-Alpes       | inscrit    | « PA00117277 », notice no PA00117277 | 45° 11′ 39″ nord, 5° 20′ 31″ est    |       |
| Château de Siéyès                                                                        | Voreppe                      | Isère                   | Auvergne-Rhône-Alpes       | classé     | « PA00117360 », notice no PA00117360 | 45° 17′ 49″ nord, 5° 38′ 15″ est    |       |
| Château de Chevigny                                                                      | Chevigny                     | Jura                    | Bourgogne-Franche-Comté    | inscrit    | « PA00101828 », notice no PA00101828 | 47° 10′ 34″ nord, 5° 28′ 41″ est    |       |
| Stations préhistoriques de Clairvaux-les-Lacs                                            | Clairvaux-les-Lacs           | Jura                    | Bourgogne-Franche-Comté    | classé     | « PA00101835 », notice no PA00101835 | 46° 34′ 18″ nord, 5° 44′ 57″ est    |       |
| Hôtel de Mailly-Château-Renaud                                                           | Dole                         | Jura                    | Bourgogne-Franche-Comté    | inscrit    | « PA00101854 », notice no PA00101854 | 47° 05′ 30″ nord, 5° 29′ 39″ est    |       |
| Château-fort d'Orgelet                                                                   | Orgelet                      | Jura                    | Bourgogne-Franche-Comté    | classé     | « PA00101981 », notice no PA00101981 | 46° 31′ 26″ nord, 5° 36′ 50″ est    |       |
| Église Saint-Georges de Songeson                                                         | Songeson                     | Jura                    | Bourgogne-Franche-Comté    | inscrit    | « PA00102042 », notice no PA00102042 | 46° 39′ 07″ nord, 5° 49′ 14″ est    |       |
| Croix de Thoissia                                                                        | Thoissia                     | Jura                    | Bourgogne-Franche-Comté    | classé     | « PA00102044 », notice no PA00102044 | 46° 25′ 21″ nord, 5° 23′ 38″ est    |       |
| Grottes du Pouy                                                                          | Brassempouy                  | Landes                  | Nouvelle-Aquitaine         | classé     | « PA00083930 », notice no PA00083930 | 43° 37′ 46″ nord, 0° 43′ 07″ ouest  |       |
| Temple gallo-romain de Dax                                                               | Dax                          | Landes                  | Nouvelle-Aquitaine         | inscrit    | « PA00083942 », notice no PA00083942 | 43° 42′ 35″ nord, 1° 03′ 08″ ouest  |       |
| Château des Diorières                                                                    | Chauvigny-du-Perche          | Loir-et-Cher            | Centre-Val de Loire        | inscrit    | « PA00098411 », notice no PA00098411 | 47° 56′ 34″ nord, 1° 05′ 30″ est    |       |
| Château du Gué-Péan                                                                      | Monthou-sur-Cher             | Loir-et-Cher            | Centre-Val de Loire        | classé     | « PA00098499 », notice no PA00098499 | 47° 21′ 00″ nord, 1° 19′ 08″ est    |       |
| La Saulot                                                                                | Salbris                      | Loir-et-Cher            | Centre-Val de Loire        | inscrit    | « PA00098589 », notice no PA00098589 | 47° 26′ 58″ nord, 2° 00′ 22″ est    |       |
| Dolmen de Cornevache                                                                     | Selommes                     | Loir-et-Cher            | Centre-Val de Loire        | classé     | « PA00098602 », notice no PA00098602 | 47° 45′ 37″ nord, 1° 10′ 29″ est    |       |
| Château de Chalain                                                                       | Chalain-d'Uzore              | Loire                   | Auvergne-Rhône-Alpes       | classé     | « PA00117435 », notice no PA00117435 | 45° 40′ 22″ nord, 4° 04′ 21″ est    |       |
| Église Saint-Martin de Cremeaux                                                          | Cremeaux                     | Loire                   | Auvergne-Rhône-Alpes       | inscrit    | « PA00117474 », notice no PA00117474 | 45° 54′ 27″ nord, 3° 55′ 41″ est    |       |
| Église Saint-Victor de Saint-Victor-sur-Loire                                            | Saint-Étienne                | Loire                   | Auvergne-Rhône-Alpes       | inscrit    | « PA00117662 », notice no PA00117662 | 45° 26′ 47″ nord, 4° 15′ 35″ est    |       |
| Pigeonnier des Chaux                                                                     | Sury-le-Comtal               | Loire                   | Auvergne-Rhône-Alpes       | inscrit    | « PA00117669 », notice no PA00117669 | 45° 31′ 09″ nord, 4° 10′ 47″ est    |       |
| Château de Vougy                                                                         | Vougy                        | Loire                   | Auvergne-Rhône-Alpes       | classé     | « PA00117682 », notice no PA00117682 | 46° 07′ 03″ nord, 4° 06′ 49″ est    |       |
| Château du Plessis-de-Vair                                                               | Anetz                        | Loire-Atlantique        | Pays de la Loire           | inscrit    | « PA00108566 », notice no PA00108566 | 47° 23′ 42″ nord, 1° 05′ 00″ ouest  |       |
| Dolmen du Riholo                                                                         | Herbignac                    | Loire-Atlantique        | Pays de la Loire           | inscrit    | « PA00108630 », notice no PA00108630 | 47° 27′ 44″ nord, 2° 15′ 52″ ouest  |       |
| Château de Bois Chevalier                                                                | Legé                         | Loire-Atlantique        | Pays de la Loire           | classé     | « PA00108633 », notice no PA00108633 | 46° 54′ 43″ nord, 1° 34′ 15″ ouest  |       |
| Château de Carheil                                                                       | Plessé                       | Loire-Atlantique        | Pays de la Loire           | classé     | « PA00108768 », notice no PA00108768 | 47° 30′ 36″ nord, 1° 55′ 56″ ouest  |       |
| Château de Briord                                                                        | Port-Saint-Père              | Loire-Atlantique        | Pays de la Loire           | inscrit    | « PA00108778 », notice no PA00108778 | 47° 09′ 36″ nord, 1° 46′ 04″ ouest  |       |
| Menhir du Boivre                                                                         | Saint-Brevin-les-Pins        | Loire-Atlantique        | Pays de la Loire           | inscrit    | « PA00108796 », notice no PA00108796 | 47° 11′ 48″ nord, 2° 08′ 39″ ouest  |       |
| Tumulus de Baccon                                                                        | Baccon                       | Loiret                  | Centre-Val de Loire        | inscrit    | « PA00098687 », notice no PA00098687 | 47° 52′ 41″ nord, 1° 36′ 14″ est    |       |
| Butte Noire                                                                              | Bougy-lez-Neuville           | Loiret                  | Centre-Val de Loire        | inscrit    | « PA00098720 », notice no PA00098720 | 48° 02′ 39″ nord, 2° 01′ 56″ est    |       |
| Grotte Christian                                                                         | Bouziès                      | Lot                     | Occitanie                  | classé     | « PA00094989 », notice no PA00094989 | 44° 29′ 00″ nord, 1° 38′ 55″ est    |       |
| Dolmen de Peych Peyroux                                                                  | Livernon                     | Lot                     | Occitanie                  | inscrit    | « PA00095142 », notice no PA00095142 | 44° 37′ 16″ nord, 1° 52′ 12″ est    |       |
| Église Saint-Pierre de Rouillac                                                          | Montcuq                      | Lot                     | Occitanie                  | inscrit    | « PA00095176 », notice no PA00095176 | 44° 18′ 42″ nord, 1° 12′ 55″ est    |       |
| Église Saint-Jean-Baptiste de Monbran                                                    | Foulayronnes                 | Lot-et-Garonne          | Nouvelle-Aquitaine         | inscrit    | « PA00084122 », notice no PA00084122 | 44° 13′ 52″ nord, 0° 36′ 15″ est    |       |
| Église Saint-Christophe d'Arbussan                                                       | Poudenas                     | Lot-et-Garonne          | Nouvelle-Aquitaine         | inscrit    | « PA00084210 », notice no PA00084210 | 44° 01′ 15″ nord, 0° 11′ 47″ est    |       |
| Lavoir de la Calquière                                                                   | Mende                        | Lozère                  | Occitanie                  | inscrit    | « PA00103866 », notice no PA00103866 | 44° 31′ 05″ nord, 3° 30′ 02″ est    |       |
| Gisement gallo-romain de Saint-Maurice-de-Ventalon                                       | Saint-Maurice-de-Ventalon    | Lozère                  | Occitanie                  | inscrit    | « PA00103931 », notice no PA00103931 | 44° 18′ 41″ nord, 3° 48′ 56″ est    |       |
| Hôtel dit maison du Bois-Rondeau, puis hôtel d'Andigné                                   | Angers                       | Maine-et-Loire          | Pays de la Loire           | inscrit    | « PA00108884 », notice no PA00108884 | 47° 28′ 35″ nord, 0° 33′ 42″ ouest  |       |
| Fours à chaux de la Veurière                                                             | Angrie                       | Maine-et-Loire          | Pays de la Loire           | inscrit    | « PA00108943 », notice no PA00108943 | 47° 35′ 09″ nord, 0° 55′ 07″ ouest  |       |
| Château de Challain-la-Potherie                                                          | Challain-la-Potherie         | Maine-et-Loire          | Pays de la Loire           | inscrit    | « PA00109006 », notice no PA00109006 | 47° 38′ 06″ nord, 1° 02′ 39″ ouest  |       |
| Château de Chanzeaux                                                                     | Chemillé-en-Anjou            | Maine-et-Loire          | Pays de la Loire           | inscrit    | « PA00109023 », notice no PA00109023 | 47° 15′ 54″ nord, 0° 38′ 48″ ouest  |       |
| Manoir de Launay-le-Jeune                                                                | Noyant-Villages              | Maine-et-Loire          | Pays de la Loire           | inscrit    | « PA00109081 », notice no PA00109081 | 47° 31′ 40″ nord, 0° 05′ 48″ est    |       |
| Pierre couverte                                                                          | Gennes-Val-de-Loire          | Maine-et-Loire          | Pays de la Loire           | classé     | « PA00109122 », notice no PA00109122 | 47° 20′ 22″ nord, 0° 15′ 23″ ouest  |       |
| Église Saint-Jean-Baptiste de Huillé                                                     | Huillé-Lézigné               | Maine-et-Loire          | Pays de la Loire           | inscrit    | « PA00109136 », notice no PA00109136 | 47° 38′ 51″ nord, 0° 18′ 16″ ouest  |       |
| Église Saint-Martin du Lion-d'Angers                                                     | Le Lion-d'Angers             | Maine-et-Loire          | Pays de la Loire           | classé     | « PA00109148 », notice no PA00109148 | 47° 37′ 41″ nord, 0° 42′ 48″ ouest  |       |
| Château de la Berthière                                                                  | Le Plessis-Grammoire         | Maine-et-Loire          | Pays de la Loire           | inscrit    | « PA00109228 », notice no PA00109228 | 47° 30′ 55″ nord, 0° 25′ 35″ ouest  |       |
| Château de Danne                                                                         | Segré-en-Anjou Bleu          | Maine-et-Loire          | Pays de la Loire           | inscrit    | « PA00109279 », notice no PA00109279 | 47° 41′ 37″ nord, 0° 45′ 13″ ouest  |       |
| Manoir de Chaintre                                                                       | Saumur                       | Maine-et-Loire          | Pays de la Loire           | inscrit    | « PA00109341 », notice no PA00109341 | 47° 13′ 27″ nord, 0° 02′ 48″ ouest  |       |
| Moulin de la Montagne                                                                    | Bellevigne-en-Layon          | Maine-et-Loire          | Pays de la Loire           | inscrit    | « PA00109371 », notice no PA00109371 | 47° 16′ 07″ nord, 0° 29′ 21″ ouest  |       |
| Château de Grainville : peintures murales de la chapelle                                 | Granville                    | Manche                  | Normandie                  | inscrit    | « PA00110415 », notice no PA00110415 | 48° 49′ 50″ nord, 1° 33′ 55″ ouest  |       |
| Abbaye de Montmorel : cloître                                                            | Poilley                      | Manche                  | Normandie                  | classé     | « PA00110541 », notice no PA00110541 | 48° 35′ 53″ nord, 1° 17′ 56″ ouest  |       |
| Logis de Bréquigny                                                                       | Sartilly                     | Manche                  | Normandie                  | inscrit    | « PA00110609 », notice no PA00110609 | 48° 46′ 18″ nord, 1° 28′ 08″ ouest  |       |
| Manoir de Toutfresville                                                                  | La Hague                     | Manche                  | Normandie                  | inscrit    | « PA00110634 », notice no PA00110634 | 49° 35′ 27″ nord, 1° 48′ 01″ ouest  |       |
| Musée Garinet                                                                            | Châlons-en-Champagne         | Marne                   | Grand Est                  | inscrit    | « PA00078650 », notice no PA00078650 | 48° 57′ 21″ nord, 4° 21′ 59″ est    |       |
| Château Jacquesson                                                                       | Châlons-en-Champagne         | Marne                   | Grand Est                  | inscrit    | « PA00078611 », notice no PA00078611 | 48° 57′ 15″ nord, 4° 20′ 33″ est    |       |
| Château de Villers-aux-Bois                                                              | Villers-aux-Bois             | Marne                   | Grand Est                  | inscrit    | « PA00078901 », notice no PA00078901 | 48° 55′ 53″ nord, 3° 56′ 06″ est    |       |
| Asile Bethléem                                                                           | Saint-Pierre                 | Martinique              | Martinique                 | inscrit    | « PA00105948 », notice no PA00105948 | 14° 44′ 17″ nord, 61° 10′ 32″ ouest |       |
| Pont Roche                                                                               | Saint-Pierre                 | Martinique              | Martinique                 | inscrit    | « PA00105953 », notice no PA00105953 | 14° 44′ 56″ nord, 61° 10′ 40″ ouest |       |
| Habitation Saint-Jacques                                                                 | Sainte-Marie                 | Martinique              | Martinique                 | inscrit    | « PA00105947 », notice no PA00105947 | 14° 47′ 45″ nord, 61° 00′ 34″ ouest |       |
| Château du Bois-Jourdan                                                                  | Bouère                       | Mayenne                 | Pays de la Loire           | inscrit    | « PA00109473 », notice no PA00109473 | 47° 51′ 37″ nord, 0° 29′ 49″ ouest  |       |
| Chapelle Notre-Dame du Genêteil                                                          | Château-Gontier              | Mayenne                 | Pays de la Loire           | classé     | « PA00109481 », notice no PA00109481 | 47° 49′ 42″ nord, 0° 41′ 54″ ouest  |       |
| Synagogue de Lunéville                                                                   | Lunéville                    | Meurthe-et-Moselle      | Grand Est                  | classé     | « PA00106084 », notice no PA00106084 | 48° 35′ 28″ nord, 6° 29′ 28″ est    |       |
| Maison de la Monnaie                                                                     | Pont-à-Mousson               | Meurthe-et-Moselle      | Grand Est                  | classé     | « PA00106345 », notice no PA00106345 | 48° 54′ 07″ nord, 6° 03′ 22″ est    |       |
| Manoir de Sexey-aux-Forges                                                               | Sexey-aux-Forges             | Meurthe-et-Moselle      | Grand Est                  | inscrit    | « PA00106369 », notice no PA00106369 | 48° 37′ 17″ nord, 6° 02′ 46″ est    |       |
| Château de Thorey-Lyautey                                                                | Thorey-Lyautey               | Meurthe-et-Moselle      | Grand Est                  | inscrit    | « PA00106370 », notice no PA00106370 | 48° 26′ 38″ nord, 6° 01′ 43″ est    |       |
| Musée d'art et d'histoire                                                                | Toul                         | Meurthe-et-Moselle      | Grand Est                  | classé     | « PA00106408 », notice no PA00106408 | 48° 40′ 43″ nord, 5° 53′ 29″ est    |       |
| Château de Marbeaumont                                                                   | Bar-le-Duc                   | Meuse                   | Grand Est                  | inscrit    | « PA00106462 », notice no PA00106462 | 48° 46′ 26″ nord, 5° 10′ 18″ est    |       |
| Château de Dieue-sur-Meuse                                                               | Dieue-sur-Meuse              | Meuse                   | Grand Est                  | inscrit    | « PA00106524 », notice no PA00106524 | 49° 04′ 07″ nord, 5° 25′ 16″ est    |       |
| Lavoir de Lacroix-sur-Meuse                                                              | Lacroix-sur-Meuse            | Meuse                   | Grand Est                  | classé     | « PA00106546 », notice no PA00106546 | 48° 58′ 23″ nord, 5° 30′ 42″ est    |       |
| Château de Louppy-sur-Loison                                                             | Louppy-sur-Loison            | Meuse                   | Grand Est                  | classé     | « PA00106562 », notice no PA00106562 | 49° 26′ 38″ nord, 5° 20′ 50″ est    |       |
| Maison du Chevalier Michel                                                               | Marville                     | Meuse                   | Grand Est                  | inscrit    | « PA00106577 », notice no PA00106577 | 49° 27′ 08″ nord, 5° 27′ 28″ est    |       |
| Dolmen de Mané-Ven-Guen                                                                  | Baden                        | Morbihan                | Bretagne                   | inscrit    | « PA00091013 », notice no PA00091013 | 47° 35′ 58″ nord, 2° 55′ 24″ ouest  |       |
| Église Saint-Pierre-et-Saint-Paul                                                        | Langonnet                    | Morbihan                | Bretagne                   | classé     | « PA00091338 », notice no PA00091338 | 48° 06′ 15″ nord, 3° 29′ 31″ ouest  |       |
| Manoir de Kermain                                                                        | Langonnet                    | Morbihan                | Bretagne                   | inscrit    | « PA00091341 », notice no PA00091341 | 48° 06′ 29″ nord, 3° 26′ 51″ ouest  |       |
| Église de la Trinité                                                                     | Langonnet                    | Morbihan                | Bretagne                   | classé     | « PA00091339 », notice no PA00091339 | 48° 09′ 43″ nord, 3° 27′ 08″ ouest  |       |
| Chapelle Notre-Dame-de-Carmès                                                            | Neulliac                     | Morbihan                | Bretagne                   | classé     | « PA00091462 », notice no PA00091462 | 48° 06′ 44″ nord, 2° 59′ 21″ ouest  |       |
| Caserne Clisson                                                                          | Pontivy                      | Morbihan                | Bretagne                   | inscrit    | « PA00091565 », notice no PA00091565 | 48° 03′ 57″ nord, 2° 58′ 11″ ouest  |       |
| Château de Castellan                                                                     | Saint-Martin-sur-Oust        | Morbihan                | Bretagne                   | inscrit    | « PA00091695 », notice no PA00091695 | 47° 45′ 16″ nord, 2° 16′ 57″ ouest  |       |
| Aqueduc de Gorze à Metz                                                                  | Ars-sur-Moselle              | Moselle                 | Grand Est                  | classé     | « PA00106722 », notice no PA00106722 | 49° 03′ 55″ nord, 6° 04′ 49″ est    |       |
| Château de Chahury                                                                       | Châtel-Saint-Germain         | Moselle                 | Grand Est                  | inscrit    | « PA00106744 », notice no PA00106744 | 49° 07′ 08″ nord, 6° 04′ 56″ est    |       |
| Château de Guermange                                                                     | Guermange                    | Moselle                 | Grand Est                  | inscrit    | « PA00106776 », notice no PA00106776 | 48° 47′ 40″ nord, 6° 48′ 32″ est    |       |
| Cimetière d'Hayange                                                                      | Hayange                      | Moselle                 | Grand Est                  | inscrit    | « PA00106780 », notice no PA00106780 | 49° 19′ 52″ nord, 6° 04′ 04″ est    |       |
| Église Sainte-Brigitte de Plappeville                                                    | Plappeville                  | Moselle                 | Grand Est                  | inscrit    | « PA00106971 », notice no PA00106971 | 49° 07′ 39″ nord, 6° 07′ 28″ est    |       |
| Chapelle Sainte-Croix de Saint-Avold                                                     | Saint-Avold                  | Moselle                 | Grand Est                  | inscrit    | « PA00106982 », notice no PA00106982 | 49° 06′ 19″ nord, 6° 42′ 49″ est    |       |
| Fortifications de Sarrebourg                                                             | Sarrebourg                   | Moselle                 | Grand Est                  | inscrit    | « PA00106997 », notice no PA00106997 | 48° 44′ 05″ nord, 7° 03′ 31″ est    |       |
| Beffroi de Thionville                                                                    | Thionville                   | Moselle                 | Grand Est                  | inscrit    | « PA00107010 », notice no PA00107010 | 49° 21′ 28″ nord, 6° 10′ 02″ est    |       |
| Château de Thionville                                                                    | Thionville                   | Moselle                 | Grand Est                  | inscrit    | « PA00107011 », notice no PA00107011 | 49° 21′ 29″ nord, 6° 10′ 07″ est    |       |
| Hôtel de Raville                                                                         | Thionville                   | Moselle                 | Grand Est                  | inscrit    | « PA00107016 », notice no PA00107016 | 49° 21′ 29″ nord, 6° 10′ 07″ est    |       |
| Hôtel d'Eltz                                                                             | Thionville                   | Moselle                 | Grand Est                  | inscrit    | « PA00107015 », notice no PA00107015 | 49° 21′ 29″ nord, 6° 10′ 08″ est    |       |
| Église Saint-Remi de Xouaxange                                                           | Xouaxange                    | Moselle                 | Grand Est                  | inscrit    | « PA00107031 », notice no PA00107031 | 48° 41′ 50″ nord, 6° 59′ 47″ est    |       |
| Château de Dumphlun                                                                      | Billy-Chevannes              | Nièvre                  | Bourgogne-Franche-Comté    | inscrit    | « PA00112808 », notice no PA00112808 | 46° 59′ 59″ nord, 3° 27′ 24″ est    |       |
| Grenier à sel de La Charité-sur-Loire                                                    | La Charité-sur-Loire         | Nièvre                  | Bourgogne-Franche-Comté    | inscrit    | « PA00112829 », notice no PA00112829 | 47° 10′ 38″ nord, 3° 00′ 57″ est    |       |
| Château d'Anizy                                                                          | Limanton                     | Nièvre                  | Bourgogne-Franche-Comté    | classé     | « PA00112906 », notice no PA00112906 | 46° 57′ 54″ nord, 3° 44′ 36″ est    |       |
| Église Saint-Laurent de Limanton                                                         | Limanton                     | Nièvre                  | Bourgogne-Franche-Comté    | classé     | « PA00112907 », notice no PA00112907 | 46° 57′ 51″ nord, 3° 44′ 36″ est    |       |
| Motte féodale avec fossés                                                                | Arnèke                       | Nord                    | Hauts-de-France            | inscrit    | « PA00107348 », notice no PA00107348 | 50° 49′ 59″ nord, 2° 23′ 59″ est    |       |
| Château Vandamme                                                                         | Cassel                       | Nord                    | Hauts-de-France            | classé     | « PA00107418 », notice no PA00107418 | 50° 48′ 07″ nord, 2° 28′ 46″ est    |       |
| Motte féodale                                                                            | Le Doulieu                   | Nord                    | Hauts-de-France            | inscrit    | « PA00107487 », notice no PA00107487 | 50° 40′ 58″ nord, 2° 43′ 24″ est    |       |
| Motte féodale                                                                            | Erquinghem-Lys               | Nord                    | Hauts-de-France            | inscrit    | « PA00107515 », notice no PA00107515 | 50° 40′ 50″ nord, 2° 50′ 50″ est    |       |
| Oppidum dénommé Camp de César                                                            | Estrun                       | Nord                    | Hauts-de-France            | inscrit    | « PA00107520 », notice no PA00107520 | 50° 14′ 46″ nord, 3° 18′ 02″ est    |       |
| Polissoir                                                                                | Féchain                      | Nord                    | Hauts-de-France            | inscrit    | « PA00107522 », notice no PA00107522 | 50° 15′ 57″ nord, 3° 12′ 43″ est    |       |
| Abbaye de Loos                                                                           | Lille                        | Nord                    | Hauts-de-France            | inscrit    | « PA00107567 », notice no PA00107567 | 50° 38′ 23″ nord, 3° 03′ 37″ est    |       |
| Maison                                                                                   | Lille                        | Nord                    | Hauts-de-France            | inscrit    | « PA00107683 », notice no PA00107683 | 50° 38′ 05″ nord, 3° 03′ 47″ est    |       |
| Hôtel Cardon de Montreuil                                                                | Lille                        | Nord                    | Hauts-de-France            | classé     | « PA00107595 », notice no PA00107595 | 50° 38′ 33″ nord, 3° 03′ 28″ est    |       |
| Maison Méert                                                                             | Lille                        | Nord                    | Hauts-de-France            | classé     | « PA00107672 », notice no PA00107672 | 50° 38′ 16″ nord, 3° 03′ 43″ est    |       |
| Polissoir                                                                                | Ors                          | Nord                    | Hauts-de-France            | inscrit    | « PA00107770 », notice no PA00107770 | 50° 07′ 39″ nord, 3° 36′ 26″ est    |       |
| Motte féodale de Rubrouck                                                                | Rubrouck                     | Nord                    | Hauts-de-France            | inscrit    | « PA00107793 », notice no PA00107793 | 50° 50′ 25″ nord, 2° 21′ 13″ est    |       |
| Maison néoflamande                                                                       | Steenwerck                   | Nord                    | Hauts-de-France            | inscrit    | « PA00107832 », notice no PA00107832 | 50° 42′ 04″ nord, 2° 46′ 48″ est    |       |
| Motte féodale                                                                            | Toufflers                    | Nord                    | Hauts-de-France            | inscrit    | « PA00107835 », notice no PA00107835 | 50° 39′ 19″ nord, 3° 14′ 15″ est    |       |
| Menhir dit Le Gros Caillou ou Grès Montfort                                              | Vendegies-sur-Écaillon       | Nord                    | Hauts-de-France            | classé     | « PA00107875 », notice no PA00107875 | 50° 16′ 04″ nord, 3° 30′ 29″ est    |       |
| Motte féodale                                                                            | Vieux-Berquin                | Nord                    | Hauts-de-France            | inscrit    | « PA00107878 », notice no PA00107878 | 50° 41′ 52″ nord, 2° 37′ 56″ est    |       |
| Abbaye de Watten                                                                         | Watten                       | Nord                    | Hauts-de-France            | classé     | « PA00107886 », notice no PA00107886 | 50° 49′ 42″ nord, 2° 13′ 17″ est    |       |
| Église Saint-Germain de Berneuil-en-Bray                                                 | Berneuil-en-Bray             | Oise                    | Hauts-de-France            | classé     | « PA00114520 », notice no PA00114520 | 49° 20′ 55″ nord, 2° 03′ 59″ est    |       |
| Château du Fayel                                                                         | Le Fayel                     | Oise                    | Hauts-de-France            | inscrit    | « PA00114683 », notice no PA00114683 | 49° 22′ 11″ nord, 2° 41′ 48″ est    |       |
| Église Saint-Aignan d'Hondainville                                                       | Hondainville                 | Oise                    | Hauts-de-France            | inscrit    | « PA00114717 », notice no PA00114717 | 49° 20′ 25″ nord, 2° 17′ 58″ est    |       |
| Église Saint-Remi de Ponchon                                                             | Ponchon                      | Oise                    | Hauts-de-France            | classé     | « PA00114813 », notice no PA00114813 | 49° 20′ 52″ nord, 2° 11′ 43″ est    |       |
| Manoir de la Moussetière                                                                 | Boissy-Maugis                | Orne                    | Normandie                  | inscrit    | « PA00110749 », notice no PA00110749 | 48° 26′ 46″ nord, 0° 42′ 42″ est    |       |
| Château de la Motte                                                                      | La Motte-Fouquet             | Orne                    | Normandie                  | inscrit    | « PA00110872 », notice no PA00110872 | 48° 33′ 52″ nord, 0° 17′ 42″ ouest  |       |
| Prieuré Sainte-Gauburge                                                                  | Saint-Cyr-la-Rosière         | Orne                    | Normandie                  | classé     | « PA00110918 », notice no PA00110918 | 48° 19′ 29″ nord, 0° 39′ 19″ est    |       |
| Halle aux grains de Sées                                                                 | Sées                         | Orne                    | Normandie                  | inscrit    | « PA00110947 », notice no PA00110947 | 48° 36′ 09″ nord, 0° 10′ 09″ est    |       |
| Îlot de la Reine Blanche                                                                 | 13e arrondissement de Paris  | Paris                   | Île-de-France              | classé     | « PA00086596 », notice no PA00086596 | 48° 50′ 08″ nord, 2° 21′ 03″ est    |       |
| Hôtel Jassedé                                                                            | 16e arrondissement de Paris  | Paris                   | Île-de-France              | inscrit    | « PA00086672 », notice no PA00086672 | 48° 50′ 36″ nord, 2° 15′ 56″ est    |       |
| Fondation Thiers                                                                         | 16e arrondissement de Paris  | Paris                   | Île-de-France              | inscrit    | « PA00086681 », notice no PA00086681 | 48° 52′ 15″ nord, 2° 16′ 44″ est    |       |
| Palais de Chaillot                                                                       | 16e arrondissement de Paris  | Paris                   | Île-de-France              | classé     | « PA00086706 », notice no PA00086706 | 48° 51′ 45″ nord, 2° 17′ 16″ est    |       |
| Hôtel Véron                                                                              | 16e arrondissement de Paris  | Paris                   | Île-de-France              | inscrit    | « PA00086676 », notice no PA00086676 | 48° 50′ 51″ nord, 2° 16′ 03″ est    |       |
| Pavillon                                                                                 | 16e arrondissement de Paris  | Paris                   | Île-de-France              | inscrit    | « PA00086710 », notice no PA00086710 | 48° 51′ 03″ nord, 2° 15′ 50″ est    |       |
| Immeuble                                                                                 | 1er arrondissement de Paris  | Paris                   | Île-de-France              | inscrit    | « PA00085887 », notice no PA00085887 | 48° 51′ 37″ nord, 2° 20′ 49″ est    |       |
| Immeuble                                                                                 | 1er arrondissement de Paris  | Paris                   | Île-de-France              | inscrit    | « PA00085882 », notice no PA00085882 | 48° 51′ 37″ nord, 2° 20′ 53″ est    |       |
| Immeuble                                                                                 | 1er arrondissement de Paris  | Paris                   | Île-de-France              | inscrit    | « PA00085883 », notice no PA00085883 | 48° 51′ 37″ nord, 2° 20′ 52″ est    |       |
| Immeuble                                                                                 | 1er arrondissement de Paris  | Paris                   | Île-de-France              | inscrit    | « PA00085886 », notice no PA00085886 | 48° 51′ 38″ nord, 2° 20′ 48″ est    |       |
| Immeuble                                                                                 | 1er arrondissement de Paris  | Paris                   | Île-de-France              | inscrit    | « PA00085857 », notice no PA00085857 | 48° 52′ 03″ nord, 2° 19′ 36″ est    |       |
| Immeuble                                                                                 | 1er arrondissement de Paris  | Paris                   | Île-de-France              | inscrit    | « PA00085885 », notice no PA00085885 | 48° 51′ 38″ nord, 2° 20′ 49″ est    |       |
| Immeuble                                                                                 | 1er arrondissement de Paris  | Paris                   | Île-de-France              | inscrit    | « PA00085884 », notice no PA00085884 | 48° 51′ 37″ nord, 2° 20′ 50″ est    |       |
| Hôtel Amelot de Chaillou (ou Hôtel de Tallard)                                           | 3e arrondissement de Paris   | Paris                   | Île-de-France              | inscrit    | « PA00086118 », notice no PA00086118 | 48° 51′ 46″ nord, 2° 21′ 36″ est    |       |
| Hôtel Cornuel                                                                            | 3e arrondissement de Paris   | Paris                   | Île-de-France              | inscrit    | « PA00086126 », notice no PA00086126 | 48° 51′ 40″ nord, 2° 21′ 37″ est    |       |
| Collège des Trente-Trois                                                                 | 5e arrondissement de Paris   | Paris                   | Île-de-France              | inscrit    | « PA00088407 », notice no PA00088407 | 48° 50′ 53″ nord, 2° 20′ 52″ est    |       |
| Presbytère de Saint-Germain-des-Prés                                                     | 6e arrondissement de Paris   | Paris                   | Île-de-France              | classé     | « PA00088657 », notice no PA00088657 | 48° 51′ 14″ nord, 2° 20′ 02″ est    |       |
| Hôtel de Clermont                                                                        | 7e arrondissement de Paris   | Paris                   | Île-de-France              | classé     | « PA00088708 », notice no PA00088708 | 48° 51′ 19″ nord, 2° 19′ 04″ est    |       |
| Hôtel de Rothelin-Charolais                                                              | 7e arrondissement de Paris   | Paris                   | Île-de-France              | inscrit    | « PA00088734 », notice no PA00088734 | 48° 51′ 24″ nord, 2° 19′ 11″ est    |       |
| Hôtel Claridge                                                                           | 8e arrondissement de Paris   | Paris                   | Île-de-France              | inscrit    | « PA00088823 », notice no PA00088823 | 48° 52′ 16″ nord, 2° 18′ 17″ est    |       |
| Hôtel Schneider                                                                          | 8e arrondissement de Paris   | Paris                   | Île-de-France              | inscrit    | « PA00088835 », notice no PA00088835 | 48° 52′ 26″ nord, 2° 18′ 29″ est    |       |
| Hôtel de la Païva                                                                        | 8e arrondissement de Paris   | Paris                   | Île-de-France              | classé     | « PA00088829 », notice no PA00088829 | 48° 52′ 09″ nord, 2° 18′ 27″ est    |       |
| Hôtel de Choudens                                                                        | 9e arrondissement de Paris   | Paris                   | Île-de-France              | inscrit    | « PA00088913 », notice no PA00088913 | 48° 52′ 21″ nord, 2° 20′ 25″ est    |       |
| Immeuble                                                                                 | 9e arrondissement de Paris   | Paris                   | Île-de-France              | classé     | « PA00088968 », notice no PA00088968 | 48° 52′ 47″ nord, 2° 20′ 03″ est    |       |
| Motte féodale d'Aix-Noulette                                                             | Aix-Noulette                 | Pas-de-Calais           | Hauts-de-France            | inscrit    | « PA00107953 », notice no PA00107953 | 50° 25′ 35″ nord, 2° 42′ 14″ est    |       |
| Château de Bomy                                                                          | Bomy                         | Pas-de-Calais           | Hauts-de-France            | classé     | « PA00108210 », notice no PA00108210 | 50° 34′ 28″ nord, 2° 14′ 16″ est    |       |
| Manoir de Fermont                                                                        | Capelle-Fermont              | Pas-de-Calais           | Hauts-de-France            | inscrit    | « PA00108251 », notice no PA00108251 | 50° 21′ 06″ nord, 2° 36′ 39″ est    |       |
| Château de Colembert                                                                     | Colembert                    | Pas-de-Calais           | Hauts-de-France            | classé     | « PA00108255 », notice no PA00108255 | 50° 44′ 48″ nord, 1° 50′ 12″ est    |       |
| Église Saint-Sauveur d'Ham-en-Artois                                                     | Ham-en-Artois                | Pas-de-Calais           | Hauts-de-France            | classé     | « PA00108301 », notice no PA00108301 | 50° 27′ 50″ nord, 1° 45′ 48″ est    |       |
| Motte féodale de Noyelle-Vion                                                            | Noyelle-Vion                 | Pas-de-Calais           | Hauts-de-France            | inscrit    | « PA00108369 », notice no PA00108369 | 50° 17′ 43″ nord, 2° 32′ 46″ est    |       |
| Motte féodale de Rely                                                                    | Rely                         | Pas-de-Calais           | Hauts-de-France            | classé     | « PA00108382 », notice no PA00108382 | 50° 34′ 31″ nord, 2° 21′ 26″ est    |       |
| Église Notre-Dame d'Authezat                                                             | Authezat                     | Puy-de-Dôme             | Auvergne-Rhône-Alpes       | classé     | « PA00091878 », notice no PA00091878 | 45° 37′ 54″ nord, 3° 11′ 02″ est    |       |
| Château de la Ribeyre                                                                    | Cournon-d'Auvergne           | Puy-de-Dôme             | Auvergne-Rhône-Alpes       | inscrit    | « PA00092090 », notice no PA00092090 | 45° 43′ 23″ nord, 3° 12′ 05″ est    |       |
| Château d'Effiat                                                                         | Effiat                       | Puy-de-Dôme             | Auvergne-Rhône-Alpes       | inscrit    | « PA00092116 », notice no PA00092116 | 46° 02′ 37″ nord, 3° 15′ 06″ est    |       |
| Tanneries de Maringues                                                                   | Maringues                    | Puy-de-Dôme             | Auvergne-Rhône-Alpes       | inscrit    | « PA00092169 », notice no PA00092169 | 45° 55′ 12″ nord, 3° 19′ 48″ est    |       |
| Église Saint-Pierre de Messeix                                                           | Messeix                      | Puy-de-Dôme             | Auvergne-Rhône-Alpes       | inscrit    | « PA00092185 », notice no PA00092185 | 45° 36′ 55″ nord, 2° 32′ 27″ est    |       |
| Église Notre-Dame de Rentières                                                           | Rentières                    | Puy-de-Dôme             | Auvergne-Rhône-Alpes       | inscrit    | « PA00092260 », notice no PA00092260 | 45° 24′ 57″ nord, 3° 05′ 57″ est    |       |
| Hôtel Desaix                                                                             | Riom                         | Puy-de-Dôme             | Auvergne-Rhône-Alpes       | inscrit    | « PA00092280 », notice no PA00092280 | 45° 53′ 37″ nord, 3° 07′ 00″ est    |       |
| Château des Pradeaux                                                                     | Saint-Beauzire               | Puy-de-Dôme             | Auvergne-Rhône-Alpes       | inscrit    | « PA00092343 », notice no PA00092343 | 45° 50′ 53″ nord, 3° 12′ 02″ est    |       |
| Église Saint-Gervazy de Saint-Gervazy                                                    | Saint-Gervazy                | Puy-de-Dôme             | Auvergne-Rhône-Alpes       | inscrit    | « PA00092361 », notice no PA00092361 | 45° 24′ 56″ nord, 3° 12′ 56″ est    |       |
| Abbaye Notre-Dame de Bellaigue                                                           | Virlet                       | Puy-de-Dôme             | Auvergne-Rhône-Alpes       | inscrit    | « PA00092469 », notice no PA00092469 | 46° 09′ 23″ nord, 2° 41′ 53″ est    |       |
| Château d'Arcangues                                                                      | Arcangues                    | Pyrénées-Atlantiques    | Nouvelle-Aquitaine         | inscrit    | « PA00084312 », notice no PA00084312 | 43° 26′ 10″ nord, 1° 31′ 01″ ouest  |       |
| Camp protohistorique de Castellu Çahara                                                  | Arhansus                     | Pyrénées-Atlantiques    | Nouvelle-Aquitaine         | inscrit    | « PA00084316 », notice no PA00084316 | 43° 14′ 45″ nord, 1° 01′ 12″ ouest  |       |
| Maison Ospitalea                                                                         | Irissarry                    | Pyrénées-Atlantiques    | Nouvelle-Aquitaine         | inscrit    | « PA00084403 », notice no PA00084403 | 43° 15′ 25″ nord, 1° 13′ 58″ ouest  |       |
| Camp protohistorique de Portasanse                                                       | Juxue                        | Pyrénées-Atlantiques    | Nouvelle-Aquitaine         | inscrit    | « PA00084414 », notice no PA00084414 | 43° 14′ 45″ nord, 1° 01′ 12″ ouest  |       |
| Camp protohistorique de Gastellucomalda                                                  | Lecumberry                   | Pyrénées-Atlantiques    | Nouvelle-Aquitaine         | classé     | « PA00084429 », notice no PA00084429 | 43° 08′ 32″ nord, 1° 07′ 31″ ouest  |       |
| Camp protohistorique de Macaye                                                           | Macaye                       | Pyrénées-Atlantiques    | Nouvelle-Aquitaine         | inscrit    | « PA00084440 », notice no PA00084440 | 43° 20′ 12″ nord, 1° 19′ 54″ ouest  |       |
| Château de Montaner                                                                      | Montaner                     | Pyrénées-Atlantiques    | Nouvelle-Aquitaine         | classé     | « PA00084451 », notice no PA00084451 | 43° 20′ 57″ nord, 0° 00′ 45″ ouest  |       |
| Camp protohistorique de Gastelusare                                                      | Ordiarp                      | Pyrénées-Atlantiques    | Nouvelle-Aquitaine         | inscrit    | « PA00084471 », notice no PA00084471 | 43° 12′ 41″ nord, 0° 57′ 26″ ouest  |       |
| Camp protohistorique de Lamotaïnpareta                                                   | Saint-Étienne-de-Baïgorry    | Pyrénées-Atlantiques    | Nouvelle-Aquitaine         | inscrit    | « PA00084491 », notice no PA00084491 | 43° 13′ 09″ nord, 1° 20′ 03″ ouest  |       |
| Camp protohistorique d'Urchilo                                                           | Saint-Martin-d'Arrossa       | Pyrénées-Atlantiques    | Nouvelle-Aquitaine         | inscrit    | « PA00084512 », notice no PA00084512 | 43° 13′ 09″ nord, 1° 20′ 03″ ouest  |       |
| Chapelle Notre-Dame-de-Belloch                                                           | Dorres                       | Pyrénées-Orientales     | Occitanie                  | inscrit    | « PA00104010 », notice no PA00104010 | 42° 28′ 45″ nord, 1° 55′ 34″ est    |       |
| Maison de Mijolla                                                                        | Brignais                     | Rhône                   | Auvergne-Rhône-Alpes       | inscrit    | « PA00117725 », notice no PA00117725 | 45° 40′ 30″ nord, 4° 45′ 31″ est    |       |
| Maison dite de Melchior Philibert                                                        | Charly                       | Rhône                   | Auvergne-Rhône-Alpes       | inscrit    | « PA00117736 », notice no PA00117736 | 45° 38′ 49″ nord, 4° 47′ 47″ est    |       |
| Condition publique des Soies                                                             | 1er arrondissement de Lyon   | Rhône                   | Auvergne-Rhône-Alpes       | inscrit    | « PA00117789 », notice no PA00117789 | 45° 46′ 09″ nord, 4° 50′ 04″ est    |       |
| Église Saint-Just                                                                        | 5e arrondissement de Lyon    | Rhône                   | Auvergne-Rhône-Alpes       | classé     | « PA00117799 », notice no PA00117799 | 45° 45′ 21″ nord, 4° 49′ 13″ est    |       |
| Chapelle romane des seigneurs de Montagny                                                | Montagny                     | Rhône                   | Auvergne-Rhône-Alpes       | inscrit    | « PA00117999 », notice no PA00117999 | 45° 37′ 42″ nord, 4° 44′ 51″ est    |       |
| Chapelle de Saint-Fortunat                                                               | Saint-Didier-au-Mont-d'Or    | Rhône                   | Auvergne-Rhône-Alpes       | inscrit    | « PA00118029 », notice no PA00118029 | 45° 49′ 31″ nord, 4° 47′ 44″ est    |       |
| Cité ouvrière de la Combe des Mineurs                                                    | Le Creusot                   | Saône-et-Loire          | Bourgogne-Franche-Comté    | inscrit    | « PA00113252 », notice no PA00113252 | 46° 48′ 44″ nord, 4° 25′ 31″ est    |       |
| Château de Lally                                                                         | Saint-Léger-du-Bois          | Saône-et-Loire          | Bourgogne-Franche-Comté    | inscrit    | « PA00113438 », notice no PA00113438 | 47° 02′ 00″ nord, 4° 24′ 57″ est    |       |
| Château de Courtanvaux                                                                   | Bessé-sur-Braye              | Sarthe                  | Pays de la Loire           | inscrit    | « PA00109687 », notice no PA00109687 | 47° 50′ 39″ nord, 0° 44′ 08″ est    |       |
| Château de Coulans                                                                       | Coulans-sur-Gée              | Sarthe                  | Pays de la Loire           | inscrit    | « PA00109727 », notice no PA00109727 | 48° 00′ 51″ nord, 0° 01′ 35″ est    |       |
| Manoir de Beaumont                                                                       | Joué-en-Charnie              | Sarthe                  | Pays de la Loire           | inscrit    | « PA00109771 », notice no PA00109771 | 48° 01′ 42″ nord, 0° 11′ 43″ ouest  |       |
| Couvent des Ursulines                                                                    | Le Mans                      | Sarthe                  | Pays de la Loire           | inscrit    | « PA00109803 », notice no PA00109803 | 48° 00′ 19″ nord, 0° 11′ 59″ est    |       |
| Chapelle Saint-Antoine de Bonneval-sur-Arc                                               | Bonneval-sur-Arc             | Savoie                  | Auvergne-Rhône-Alpes       | inscrit    | « PA00118203 », notice no PA00118203 | 45° 22′ 18″ nord, 7° 02′ 43″ est    |       |
| Oratoire Notre-Dame-des-Sept-Douleurs de L'Écot                                          | Bonneval-sur-Arc             | Savoie                  | Auvergne-Rhône-Alpes       | inscrit    | « PA00118208 », notice no PA00118208 | 45° 22′ 46″ nord, 7° 05′ 09″ est    |       |
| Oratoire Saint-Sébastien de Bonneval-sur-Arc                                             | Bonneval-sur-Arc             | Savoie                  | Auvergne-Rhône-Alpes       | inscrit    | « PA00118211 », notice no PA00118211 | 45° 22′ 22″ nord, 7° 02′ 48″ est    |       |
| Chapelle Saint-Sébastien de Bonneval-sur-Arc                                             | Bonneval-sur-Arc             | Savoie                  | Auvergne-Rhône-Alpes       | inscrit    | « PA00118206 », notice no PA00118206 | 45° 22′ 22″ nord, 7° 02′ 47″ est    |       |
| Oratoire Saint-Landry de Bonneval-sur-Arc                                                | Bonneval-sur-Arc             | Savoie                  | Auvergne-Rhône-Alpes       | inscrit    | « PA00118210 », notice no PA00118210 | 45° 22′ 31″ nord, 7° 04′ 47″ est    |       |
| Oratoire de la Sainte-Trinité de Bonneval-sur-Arc                                        | Bonneval-sur-Arc             | Savoie                  | Auvergne-Rhône-Alpes       | inscrit    | « PA00118212 », notice no PA00118212 | 45° 22′ 22″ nord, 7° 02′ 48″ est    |       |
| Chapelle Notre-Dame-des-Grâces de Bonneval-sur-Arc                                       | Bonneval-sur-Arc             | Savoie                  | Auvergne-Rhône-Alpes       | inscrit    | « PA00118202 », notice no PA00118202 | 45° 19′ 54″ nord, 7° 01′ 00″ est    |       |
| Chapelle Saint-Barthélemy de Bonneval-sur-Arc                                            | Bonneval-sur-Arc             | Savoie                  | Auvergne-Rhône-Alpes       | inscrit    | « PA00118204 », notice no PA00118204 | 45° 23′ 04″ nord, 7° 02′ 38″ est    |       |
| Vieux Pont et Pont de la Lame                                                            | Bonneval-sur-Arc             | Savoie                  | Auvergne-Rhône-Alpes       | inscrit    | « PA00118213 », notice no PA00118213 | 45° 22′ 15″ nord, 7° 02′ 50″ est    |       |
| Chapelle Sainte-Marguerite de Bonneval-sur-Arc                                           | Bonneval-sur-Arc             | Savoie                  | Auvergne-Rhône-Alpes       | inscrit    | « PA00118205 », notice no PA00118205 | 45° 22′ 49″ nord, 7° 05′ 16″ est    |       |
| Oratoire Saint-Gras de Bonneval-sur-Arc                                                  | Bonneval-sur-Arc             | Savoie                  | Auvergne-Rhône-Alpes       | inscrit    | « PA00118209 », notice no PA00118209 | 45° 22′ 14″ nord, 7° 02′ 35″ est    |       |
| Maison forte de Chanaz                                                                   | Chanaz                       | Savoie                  | Auvergne-Rhône-Alpes       | inscrit    | « PA00118248 », notice no PA00118248 | 45° 48′ 30″ nord, 5° 47′ 27″ est    |       |
| Palais épiscopal de Tarentaise                                                           | Moûtiers                     | Savoie                  | Auvergne-Rhône-Alpes       | classé     | « PA00118284 », notice no PA00118284 | 45° 28′ 59″ nord, 6° 32′ 00″ est    |       |
| Vieux-Pont                                                                               | Moûtiers                     | Savoie                  | Auvergne-Rhône-Alpes       | classé     | « PA00118285 », notice no PA00118285 | 45° 28′ 59″ nord, 6° 31′ 57″ est    |       |
| Abbaye Notre-Dame de Jouarre                                                             | Jouarre                      | Seine-et-Marne          | Île-de-France              | classé     | « PA00087037 », notice no PA00087037 | 48° 55′ 36″ nord, 3° 07′ 55″ est    |       |
| Église Saint-Martin de Landoy                                                            | Maison-Rouge                 | Seine-et-Marne          | Île-de-France              | inscrit    | « PA00087077 », notice no PA00087077 | 48° 32′ 21″ nord, 3° 10′ 02″ est    |       |
| Église Saint-Martin de Moussy-le-Vieux                                                   | Moussy-le-Vieux              | Seine-et-Marne          | Île-de-France              | inscrit    | « PA00087153 », notice no PA00087153 | 49° 02′ 45″ nord, 2° 37′ 29″ est    |       |
| Église Saint-Pierre de Vert-Saint-Denis                                                  | Vert-Saint-Denis             | Seine-et-Marne          | Île-de-France              | inscrit    | « PA00087316 », notice no PA00087316 | 48° 33′ 56″ nord, 2° 36′ 48″ est    |       |
| Ferme des Râmes                                                                          | Saint-Nicolas-de-la-Taille   | Seine-Maritime          | Normandie                  | inscrit    | « PA00101040 », notice no PA00101040 | 49° 31′ 48″ nord, 0° 29′ 05″ est    |       |
| Gisement préhistorique de Saint-Romain-de-Colbosc                                        | Saint-Romain-de-Colbosc      | Seine-Maritime          | Normandie                  | inscrit    | « PA00101048 », notice no PA00101048 | 49° 31′ 57″ nord, 0° 21′ 48″ est    |       |
| Château d'Avesnes                                                                        | Avesnes-Chaussoy             | Somme                   | Hauts-de-France            | inscrit    | « PA00116086 », notice no PA00116086 | 49° 54′ 02″ nord, 1° 52′ 14″ est    |       |
| Château de Dromesnil                                                                     | Dromesnil                    | Somme                   | Hauts-de-France            | classé     | « PA00116141 », notice no PA00116141 | 49° 52′ 40″ nord, 1° 51′ 53″ est    |       |
| Château de la Navette de Flixecourt                                                      | Flixecourt                   | Somme                   | Hauts-de-France            | inscrit    | « PA00116155 », notice no PA00116155 | 50° 01′ 04″ nord, 2° 04′ 20″ est    |       |
| Château de Frucourt                                                                      | Frucourt                     | Somme                   | Hauts-de-France            | classé     | « PA00116166 », notice no PA00116166 | 49° 59′ 48″ nord, 1° 48′ 33″ est    |       |
| Château de Poutrincourt                                                                  | Lanchères                    | Somme                   | Hauts-de-France            | inscrit    | « PA00116185 », notice no PA00116185 | 50° 08′ 49″ nord, 1° 31′ 57″ est    |       |
| Château de Serres                                                                        | Labessière-Candeil           | Tarn                    | Occitanie                  | classé     | « PA00095573 », notice no PA00095573 | 43° 48′ 28″ nord, 2° 00′ 11″ est    |       |
| Château de Salvagnac                                                                     | Salvagnac                    | Tarn                    | Occitanie                  | inscrit    | « PA00095643 », notice no PA00095643 | 43° 54′ 22″ nord, 1° 41′ 15″ est    |       |
| Château de Trévien                                                                       | Trévien                      | Tarn                    | Occitanie                  | inscrit    | « PA00095651 », notice no PA00095651 | 44° 05′ 39″ nord, 2° 07′ 01″ est    |       |
| Chapelle Sainte-Catherine du Port                                                        | Auvillar                     | Tarn-et-Garonne         | Occitanie                  | inscrit    | « PA00095679 », notice no PA00095679 | 44° 04′ 24″ nord, 0° 53′ 49″ est    |       |
| Pigeonnier de Cas                                                                        | Espinas                      | Tarn-et-Garonne         | Occitanie                  | inscrit    | « PA00095747 », notice no PA00095747 | 44° 12′ 02″ nord, 1° 46′ 20″ est    |       |
| Logis de Lagarde                                                                         | Saint-Amans-de-Pellagal      | Tarn-et-Garonne         | Occitanie                  | inscrit    | « PA00095865 », notice no PA00095865 | 44° 13′ 25″ nord, 1° 07′ 30″ est    |       |
| Église de Brasse                                                                         | Belfort                      | Territoire de Belfort   | Bourgogne-Franche-Comté    | inscrit    | « PA00101134 », notice no PA00101134 | 47° 38′ 44″ nord, 6° 51′ 28″ est    |       |
| Fontaine-lavoir du château                                                               | Bourogne                     | Territoire de Belfort   | Bourgogne-Franche-Comté    | inscrit    | « PA00101144 », notice no PA00101144 | 47° 33′ 40″ nord, 6° 54′ 54″ est    |       |
| Fontaine-lavoir du corps de garde                                                        | Bourogne                     | Territoire de Belfort   | Bourgogne-Franche-Comté    | inscrit    | « PA00101145 », notice no PA00101145 | 47° 33′ 41″ nord, 6° 55′ 08″ est    |       |
| Lavoir                                                                                   | Fêche-l'Église               | Territoire de Belfort   | Bourgogne-Franche-Comté    | inscrit    | « PA00101147 », notice no PA00101147 | 47° 30′ 16″ nord, 6° 57′ 03″ est    |       |
| Croix de chemin                                                                          | Frais                        | Territoire de Belfort   | Bourgogne-Franche-Comté    | classé     | « PA00101149 », notice no PA00101149 | 47° 38′ 56″ nord, 6° 59′ 20″ est    |       |
| Fontaine Saint-Léger                                                                     | Montbouton                   | Territoire de Belfort   | Bourgogne-Franche-Comté    | inscrit    | « PA00101152 », notice no PA00101152 | 47° 28′ 27″ nord, 6° 54′ 58″ est    |       |
| Église Saint-Crépin-Saint-Crépinien de Bréançon                                          | Bréançon                     | Val-d'Oise              | Île-de-France              | classé     | « PA00080009 », notice no PA00080009 | 49° 08′ 34″ nord, 2° 01′ 19″ est    |       |
| Église Saint-Leu-Saint-Gilles de Chennevières-lès-Louvres                                | Chennevières-lès-Louvres     | Val-d'Oise              | Île-de-France              | classé     | « PA00080025 », notice no PA00080025 | 49° 02′ 43″ nord, 2° 27′ 03″ est    |       |
| Pigeonnier de Garlande                                                                   | Gonesse                      | Val-d'Oise              | Île-de-France              | inscrit    | « PA00080073 », notice no PA00080073 | 48° 59′ 05″ nord, 2° 27′ 09″ est    |       |
| Église Saint-Léger de Jagny-sous-Bois                                                    | Jagny-sous-Bois              | Val-d'Oise              | Île-de-France              | classé     | « PA00080097 », notice no PA00080097 | 49° 04′ 41″ nord, 2° 26′ 37″ est    |       |
| Château de Brévannes et Hôpital Émile-Roux                                               | Limeil-Brévannes             | Val-de-Marne            | Île-de-France              | inscrit    | « PA00079884 », notice no PA00079884 | 48° 44′ 59″ nord, 2° 28′ 48″ est    |       |
| Château de Haute-Maison                                                                  | Sucy-en-Brie                 | Val-de-Marne            | Île-de-France              | inscrit    | « PA00079908 », notice no PA00079908 | 48° 46′ 13″ nord, 2° 31′ 26″ est    |       |
| Chapelle Sainte-Roseline                                                                 | Les Arcs                     | Var                     | Provence-Alpes-Côte d'Azur | classé     | « PA00081525 », notice no PA00081525 | 43° 28′ 26″ nord, 6° 30′ 48″ est    |       |
| Chapelle Notre-Dame-de-l'Aube                                                            | Entrecasteaux                | Var                     | Provence-Alpes-Côte d'Azur | classé     | « PA00081593 », notice no PA00081593 | 43° 30′ 39″ nord, 6° 14′ 05″ est    |       |
| Chartreuse de Montrieux                                                                  | Méounes-lès-Montrieux        | Var                     | Provence-Alpes-Côte d'Azur | classé     | « PA00081678 », notice no PA00081678 | 43° 15′ 30″ nord, 5° 57′ 57″ est    |       |
| Castelet du Muy                                                                          | Le Muy                       | Var                     | Provence-Alpes-Côte d'Azur | inscrit    | « PA00081682 », notice no PA00081682 | 43° 28′ 18″ nord, 6° 34′ 12″ est    |       |
| Village médiéval de Puybresson                                                           | Tourrettes                   | Var                     | Provence-Alpes-Côte d'Azur | inscrit    | « PA00081761 », notice no PA00081761 | 43° 37′ 12″ nord, 6° 43′ 55″ est    |       |
| Collégiale Saint-Agricol                                                                 | Avignon                      | Vaucluse                | Provence-Alpes-Côte d'Azur | classé     | « PA00081831 », notice no PA00081831 | 43° 56′ 56″ nord, 4° 48′ 19″ est    |       |
| Église haute de Bonnieux                                                                 | Bonnieux                     | Vaucluse                | Provence-Alpes-Côte d'Azur | classé     | « PA00081980 », notice no PA00081980 | 43° 49′ 23″ nord, 5° 18′ 32″ est    |       |
| Fours à chaux de Payré                                                                   | Foussais-Payré               | Vendée                  | Pays de la Loire           | inscrit    | « PA00110122 », notice no PA00110122 | 46° 30′ 50″ nord, 0° 40′ 42″ ouest  |       |
| Menhir du Champ du Rocher                                                                | Le Givre                     | Vendée                  | Pays de la Loire           | classé     | « PA00110129 », notice no PA00110129 | 46° 27′ 27″ nord, 1° 24′ 09″ ouest  |       |
| Menhir des Petites Jaunières                                                             | Le Givre                     | Vendée                  | Pays de la Loire           | classé     | « PA00110130 », notice no PA00110130 | 46° 27′ 24″ nord, 1° 23′ 41″ ouest  |       |
| Bains et lavoirs publics des Herbiers                                                    | Les Herbiers                 | Vendée                  | Pays de la Loire           | inscrit    | « PA00110132 », notice no PA00110132 | 46° 52′ 12″ nord, 1° 00′ 44″ ouest  |       |
| Dolmens de Briande                                                                       | Arçay                        | Vienne                  | Nouvelle-Aquitaine         | inscrit    | « PA00105334 », notice no PA00105334 | 46° 56′ 47″ nord, 0° 01′ 04″ est    |       |
| Château d'Épanvilliers                                                                   | Brux                         | Vienne                  | Nouvelle-Aquitaine         | inscrit    | « PA00105366 », notice no PA00105366 | 46° 15′ 23″ nord, 0° 11′ 24″ est    |       |
| Pont de la Reine-Blanche                                                                 | Curçay-sur-Dive              | Vienne                  | Nouvelle-Aquitaine         | inscrit    | « PA00105447 », notice no PA00105447 | 47° 00′ 30″ nord, 0° 04′ 37″ ouest  |       |
| Dolmens Villaigue                                                                        | Saint-Martin-l'Ars           | Vienne                  | Nouvelle-Aquitaine         | inscrit    | « PA00105701 », notice no PA00105701 | 46° 14′ 03″ nord, 0° 32′ 26″ est    |       |
| Maison des Goncourt                                                                      | Neufchâteau                  | Vosges                  | Grand Est                  | classé     | « PA00107215 », notice no PA00107215 | 48° 21′ 17″ nord, 5° 41′ 47″ est    |       |
| Piscine Jutier                                                                           | Plombières-les-Bains         | Vosges                  | Grand Est                  | classé     | « PA00107220 », notice no PA00107220 | 47° 57′ 57″ nord, 6° 27′ 37″ est    |       |
| Château de Sandaucourt                                                                   | Sandaucourt                  | Vosges                  | Grand Est                  | classé     | « PA00107292 », notice no PA00107292 | 48° 15′ 49″ nord, 5° 50′ 52″ est    |       |
| Couvent des Cordeliers                                                                   | Les Thons                    | Vosges                  | Grand Est                  | classé     | « PA00107304 », notice no PA00107304 | 47° 59′ 39″ nord, 5° 53′ 27″ est    |       |
| Château d'Esnon                                                                          | Esnon                        | Yonne                   | Bourgogne-Franche-Comté    | inscrit    | « PA00113684 », notice no PA00113684 | 47° 59′ 17″ nord, 3° 34′ 40″ est    |       |
| Moulin de la Vierge                                                                      | Sens                         | Yonne                   | Bourgogne-Franche-Comté    | classé     | « PA00113865 », notice no PA00113865 | 48° 11′ 41″ nord, 3° 17′ 12″ est    |       |
| Église Saint-Cyr-et-Sainte-Julitte des Sièges                                            | Les Sièges                   | Yonne                   | Bourgogne-Franche-Comté    | inscrit    | « PA00113887 », notice no PA00113887 | 48° 10′ 50″ nord, 3° 31′ 06″ est    |       |
| Pavillon de Blois                                                                        | Bougival                     | Yvelines                | Île-de-France              | classé     | « PA00087383 », notice no PA00087383 | 48° 52′ 04″ nord, 2° 08′ 35″ est    |       |
| Port-Royal des Champs                                                                    | Magny-les-Hameaux            | Yvelines                | Île-de-France              | inscrit    | « PA00087488 », notice no PA00087488 | 48° 44′ 53″ nord, 2° 00′ 55″ est    |       |
| Écuries du château de Maisons-Laffitte                                                   | Maisons-Laffitte             | Yvelines                | Île-de-France              | classé     | « PA00087492 », notice no PA00087492 | 48° 56′ 54″ nord, 2° 09′ 10″ est    |       |
| Immeuble                                                                                 | Maisons-Laffitte             | Yvelines                | Île-de-France              | inscrit    | « PA00087497 », notice no PA00087497 | 48° 57′ 07″ nord, 2° 08′ 23″ est    |       |
| Maison du Passeur                                                                        | Moisson                      | Yvelines                | Île-de-France              | inscrit    | « PA00087546 », notice no PA00087546 | 49° 04′ 40″ nord, 1° 37′ 53″ est    |       |
| Pavillon de Toulouse                                                                     | Rambouillet                  | Yvelines                | Île-de-France              | inscrit    | « PA00087585 », notice no PA00087585 | 48° 38′ 47″ nord, 1° 49′ 06″ est    |       |
| Hôpital Richaud                                                                          | Versailles                   | Yvelines                | Île-de-France              | classé     | « PA00087759 », notice no PA00087759 | 48° 48′ 30″ nord, 2° 08′ 03″ est    |       |
| Domaine de Montreuil                                                                     | Versailles                   | Yvelines                | Île-de-France              | inscrit    | « PA00087672 », notice no PA00087672 | 48° 48′ 01″ nord, 2° 08′ 42″ est    |       |
| Maison                                                                                   | Versailles                   | Yvelines                | Île-de-France              | inscrit    | « PA00087758 », notice no PA00087758 | 48° 48′ 29″ nord, 2° 07′ 36″ est    |       |
| Église Saint-Martin de Vicq                                                              | Vicq                         | Yvelines                | Île-de-France              | inscrit    | « PA00087781 », notice no PA00087781 | 48° 48′ 55″ nord, 1° 50′ 05″ est    |       |